# Олифант, Лоренс
Ло́ренс О́лифант (англ. Laurence Oliphant, 3 августа 1829, Кейптаун, Капская колония — 23 декабря 1888, Твикнем, Великобритания) — британский писатель и путешественник викторианской эпохи, известный как мистик и христианский сионист.
Появился на свет в семье шотландского юриста, служившего в администрации Капской колонии и Британского Цейлона. Оба родителя Олифанта были последователями ирвингианства, привив сыну глубокую неортодоксальную религиозность и интерес к мистическим переживаниям; он не получил ни школьного, ни университетского образования. Первоначальную известность Лоренс Олифант получил как автор книг о путешествиях в Непал и Россию. В 1853—1861 годах служил секретарём лорда Элгина, участвовал в дипломатических и разведывательных миссиях в Канаде, Центральной Америке, а также на Кавказе во время Крымской войны. Далее работал в миссии Резерфорда Олкока в Японии, где был тяжело ранен; участвовал в посольстве к тайпинам в Китае, а также освещал Польское восстание для газеты «Таймс». Приобрёл известность в лондонском свете и опубликовал три романа в жанре социальной сатиры, самым известным из которых стал «Пикадилли» (журнальная публикация 1865, книжное издание 1870). В 1860-е годы был связан с американской сектой Томаса Харриса, которому передал своё состояние, и служил по его приказу корреспондентом на франко-прусской войне. Непродолжительное время являлся депутатом Палаты общин. После разрыва и судебных разбирательств с Харрисом основал в Хайфе религиозную общину «Хаузхолд» (Household) и пропагандировал собственное учение — так называемую «симпневмату» (sympneumata). Будучи христианским сионистом, Л. Олифант активно занимался проектом еврейской колонизации Палестины.

## Путешественник, дипломат, разведчик (1829—1868)

### Происхождение. Становление
Шотландский клан Олифант впервые упомянут в описании осады Винчестера в 1142 году: в свите короля Давида состоял Дэвид де Олифард. В XIV веке сэр Уильям Олифант из Абердалджи за доблесть при обороне замка Стерлинг получил в жёны внебрачную дочь короля Элизабет Брюс. От их второго сына Уолтера Олифанта происходила ветвь клана, произведшая Лоренса Олифанта. В 1467 году Олифантам было даровано баронство, однако передача титула прервалась в 1751 году. В XVIII веке значительная часть представителей рода осуществляла карьеру военных или юристов. Энтони Олифант (1793—1859), был третьим сыном, который сумел поднять свой статус в колониях. В 1827 году он получил должность генерального прокурора Капской колонии. Старший брат Лоренс тогда избирался в Палату общин, а средний Джеймс служил в Ост-Индской компании и в 1844 году стал её директором. В Кейптауне Энтони Олифант женился на Марии Кемпбелл, дочери полковника 72-го Хайлендерского полка, бывшей на двадцать лет моложе супруга. Их единственный ребёнок — сын Лоренс — родился в 1829 году. Крёстным отцом стал губернатор колонии и друг семьи сэр Лоури Коул.
Биографы Олифанта — Маргарет Олифант (однофамилица и дальняя родственница), Энн Тейлор и Барт Кейси — крайне негативно характеризовали эмоциональную и интеллектуальную атмосферу дома Энтони и Марии. Энтони принадлежал к радикальной секте шотландских евангелистов, последователей ирвингианства. Это учение было сосредоточено на разных аспектах эсхатологии, включая, в том числе, требование возвращения евреев в Палестину как часть Божественного плана. Требования секты сильно мешали общественному положению прокурора, требовавшему активной светской жизни: Ирвинг запрещал светскую литературу, танцы и музыку; в доме ежедневно устраивались сеансы самоанализа и покаяния, результаты которых скрупулёзно заносились в особую тетрадь. Впрочем, при всей религиозной строгости, родители потакали «слабостям» своего сына, поэтому его формирование как личности и социализация не выходили за приемлемые для XIX века рамки, за «грехи» его не наказывали. Мария Олифант отличалась слабым здоровьем, к 1838 году её состояние стало настолько угрожающим, что она вместе с сыном уехала в Конди в графстве Пертшир, где находилась семейная резиденция Олифантов. Мария, тем не менее, активно занималась пропагандой достижений мужа, и в 1840 году он был назначен генеральным прокурором колонии на Цейлоне, а в 1841 году удостоен кавалерства в ордене Бани (которым обычно отмечались заслуги гражданских чиновников). Лоренс в это время посещал домашнюю школу Парсона Парра в маноре Данфорд близ деревни Солсбери, где было всего шесть или восемь учеников. Сохранившиеся отчёты не демонстрируют гениальных способностей, впрочем, он был усердным и проявил научный склад ума. Мать по-прежнему требовала от него письменных самоанализов, но, занятая своим здоровьем, позволяла общаться со всеми родственниками и друзьями семьи.
В 1841 году Мария Олифант присоединилась к мужу в Коломбо, но не могла примириться с расставанием с сыном, который остался учиться в Шотландии. Энтони полагал, что в его окружении найдётся и подходящая для Лоренса компания: у сослуживцев было двое мальчиков такого же возраста, поэтому он попросил брата Джеймса подыскать для всех подходящего тьютора, согласного работать в колонии. Сопровождать Лоренса вызвался выпускник Оксфордского университета мистер Джепп, и их путешествие заняло два месяца. Путешественники потратили восемь дней для пересечения Франции на дилижансе (в Шалоне его откапывали после снегопада). Из Марселя до Валлеты пришлось идти на борту военного корабля, сменив судно до Александрии. Далее Лоренс и Джепп на каютной лодке прошли по Нилу до Каира, затем конвоем через пустыню добрались до Суэца, откуда продолжили путь на пароходе «Индия». Морской переход также был полон происшествий: сначала сели на коралловые рифы, далее из-за нехватки угля пришлось зайти в Моху, где 12-летнего Олифанта представили местному шейху, и надолго встали в Адене, так как пароход нуждался в ремонте днища. До Коломбо добрались благополучно, хотя и самой малой скоростью. Из пяти лет, проведённых на Цейлоне, в основном Лоренс жил в горной деревне Нувара-Элия, в которой европейцы спасались от жары и злокачественной лихорадки, распространённой на побережье. В дневниках он упоминал, что, находясь под экватором, ночью приходилось заворачиваться в тёплые одеяла, а на краях луж по утрам образовывалась корочка льда. 1 января 1842 года Энтони Олифант посадил здесь тридцать чайных кустов, вывезенных из Китая, намереваясь использовать листья как лекарственное средство. Здесь обитал сэр Сэмюэл Бейкер, от которого юноша перенял увлечение охотой на слонов и крупных хищников. Книжным образованием и дисциплиной Олифант-младший откровенно пренебрегал, и пробелы в этом отношении остались на всю жизнь: он не знал многое из того, что считалось «естественным» для людей его социального круга (например, никогда не читал Шекспира), что иногда вызывало пренебрежительные оценки его умственного развития.
В семнадцать лет Лоренс изъявил желание стать юристом и был отправлен в Англию для поступления в Кембриджский университет. Однако вскоре его отец получил двухлетний отпуск, который решил посвятить европейскому гран-туру. Родители решили взять с собой и сына, рассчитывая, что он на практике обучится языкам и получит уникальный опыт. Способности к языкам проявились у Олифанта с раннего детства, хотя мать в Кейптауне запрещала ему говорить по-голландски из солидарности к приказам британских властей, внедрявших английский язык. Зиму 1846—1847 годов Олифанты провели в Париже, а далее побывали в Швейцарии и долинах Тироля. В столице Франции отец сводил Лоренса в частный музей, где выставлялись реалистично исполненные фигуры из папье-маше, изображающие последствия венерических заболеваний. С этого времени ведёт начало интерес Олифанта к вопросам свободной любви. Несмотря на охватившие Европу революции 1848 года, семейство отправилось в Рим и Неаполь, где непосредственно столкнулось с разъярённой толпой и правительственными карателями. Покинув Италию через Ливорно, семья месяц провела в Греции, а далее через Египет вернулась на Цейлон. Лоренс подписал с отцом трёхлетний контракт, став его личным секретарём и адвокатом-стажёром уголовного суда с жалованьем 400 фунтов стерлингов в год (порядка 52 500 фунтов в ценах 2023 года), которое почти целиком откладывал. В те времена эта должность даже не требовала никаких формальных экзаменов или удостоверений об образовании.

### Первые путешествия. Определение призвания

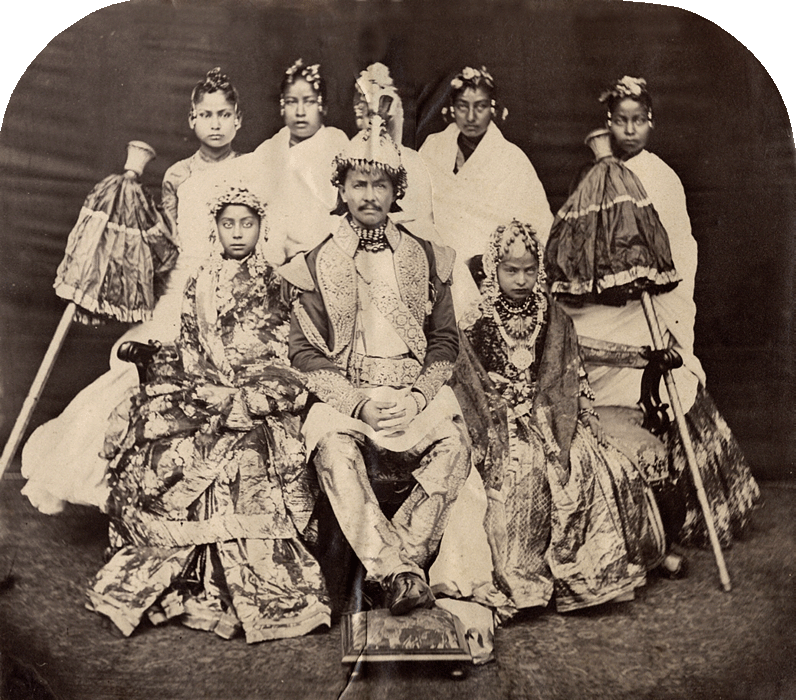
Джанг Бахадур Рана с семейством на фотографии 1863 года

В 1850 году Олифанты были отозваны в Лондон в связи с делом о кровавом подавлении крестьянского восстания 1848 года, причиной которого было резкое увеличение налогов для компенсации от падения цен на кофе. Сэр Энтони был переутверждён в своей должности, а его показания перед парламентской комиссией были признаны «полными здравомыслия». Вместе с прокурором колонии и его сыном одним рейсом следовал непальский аристократ Джанг Бахадур Рана, который возглавлял официальную делегацию к королеве Виктории. Лоренс произвёл на непальца впечатление и ему было предложено сопровождать посланника до Катманду; по воспоминаниям, Лоренс рассчитывал написать книгу об этом путешествии, которая была обречена на коммерческий успех (последнее на тот момент описание Непала вышло в 1819 году). Родители сильно сомневались в успехе, однако в декабре 1850 года Олифант-младший настоял на своём. Он сдружился с полковником Кавана — переводчиком Джанг Бахадура, и отбыл морем до Калькутты. В столице Британской Индии Олифант обнаружил, что вполне органично чувствует себя в светском обществе, он быстро раскрепостился и даже поддразнивал мать тем, что читал Гизо и Поля де Кока. Также Лоренс обнаружил, что пользуется успехом у дам, чем и воспользовался. Далее посольство двинулось Великой Бенгальской магистралью. В Бенаресе англичан допустили до церемонии бракосочетания бенгальца с дочерью бывшего раджи Корга. Олифант ежедневно писал письма родителям, ибо мать по-прежнему настаивала на отчётах о его духовной жизни, хотя и жаловался, что совмещать самоанализ с участием в посольстве очень нелегко. Довелось ему участвовать и в охоте на диких слонов, которая была принята у непальцев. Обратно он возвращался с отрядом лорда Гросвенора через Лакхнау, Агру и Бомбей.
В октябре 1851 года 60-летний сэр Энтони Олифант был отправлен в почётную отставку с пенсионом. Жена и сын сопровождали его в Лондон; было решено готовить Лоренса к экзамену на адвокатское звание в столице или Эдинбурге. Удостоился он и приёма у королевы. Дядя Томас пристроил рукопись «Путешествия в Катманду» в издательство Мюррея. Работая в Линкольнс-Инн, Лоренс сблизился с семейством Шефтсбери, которые курировали юридическую поддержку лондонской бедноты из филантропических соображений. Согласно свидетельствам современников и переписке самого Олифанта, семейный евангелизм к тому времени немало его раздражал. Близким другом на 35 лет следующей жизни стал представитель влиятельного банкирского семейства Освальд Смит, с которым они познакомились в светской компании в Кенте. Зима 1852 года была суровой и молодёжь увлеклась коньками; проживший полжизни в тропиках Лоренс за пару дней научился кататься и проявил себя отчаянным смельчаком на льду. 3 июля 1852 года Олифант сдал экзамены на звание барристера в Эдинбурге, куда отбыл в сопровождении матери. «Путешествие в Непал» неплохо продавалось и пользовалось успехом у критиков, поэтому Лоренс окончательно принял решение стать писателем-путешественником. Следующей целью стала Россия: повстречав архангельского купца, Олифант решил отправиться в Арктику, обследовать Русскую Лапландию и Шпицберген, изобилующие дичью. Тема гарантировала успех будущей книги. Компаньоном Лоренс взял Освальда Смита, своего приятеля со времён катания на коньках; последний утверждал, что они были до такой степени невежественны, что не подозревали о полярной ночи. В Петербурге пришлось срочно пересматривать все планы, в том числе из-за того, что российская таможня запросила слишком высокие пошлины на охотничьи и рыбацкие приспособления.

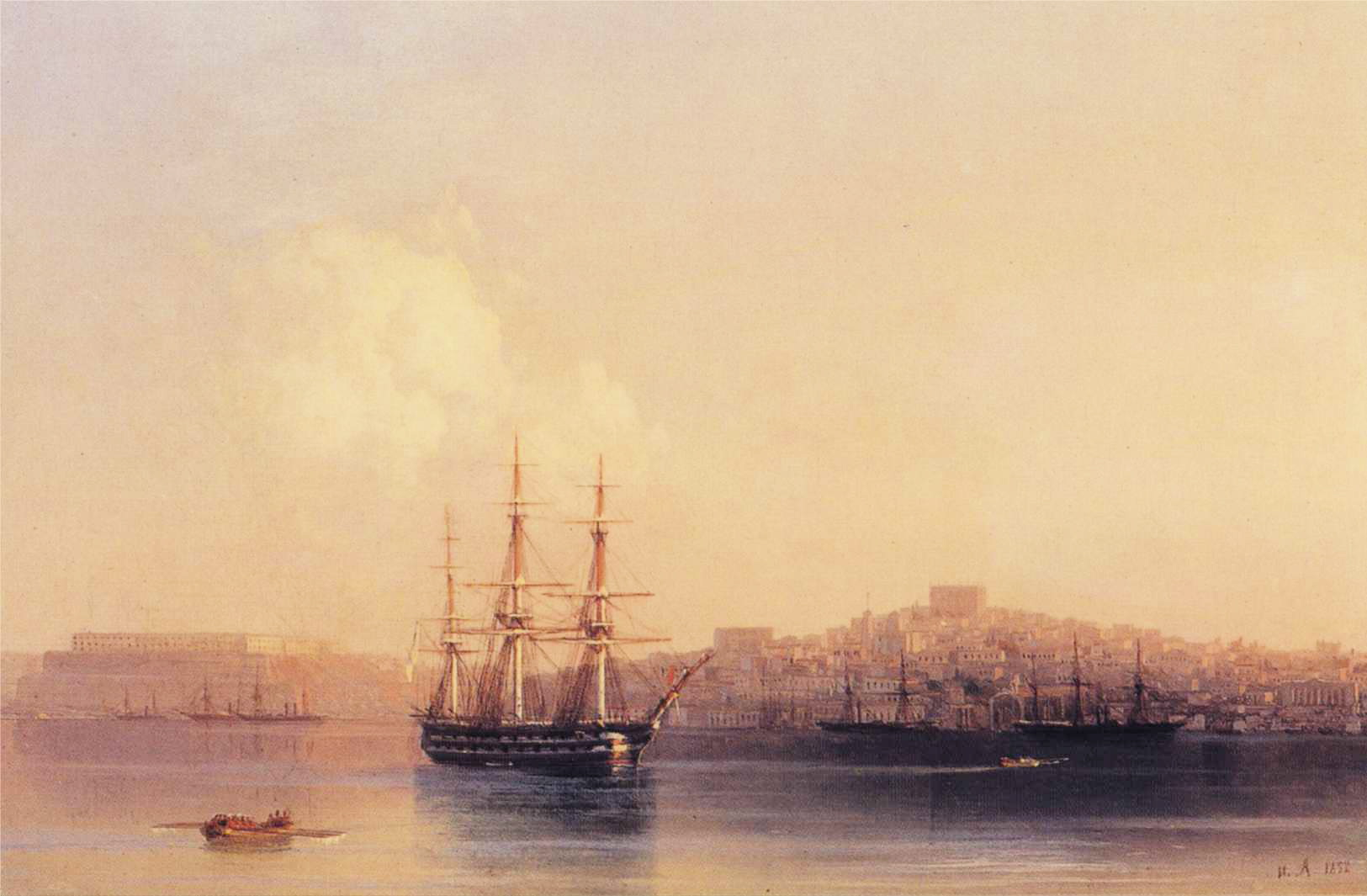
Севастополь на картине И. Айвазовского 1852 года

Уже после смерти Олифанта О. Смит сообщил, что поездка не была спонтанной: путешественники имели рекомендательные письма к послу сэру Сеймуру, который как раз в то время проводил консультации с Николаем I по восточному вопросу и вероятному разделу территорий Османской империи. Далее Олифант и Смит налегке отправились в Нижний Новгород на его знаменитую ярмарку, а дальше погрузились на буксирный пароход и пошли вниз по Волге. В подорожной у англичан целью поездки значилось побережье Каспийского моря, но в действительности они собирались в Крым, желая обследовать Севастополь, объявленный тогда закрытой для иностранцев зоной. Согласно биографии Энн Тейлор, англичане выполняли разведывательное задание. В Дубровке Олифант и Смит покинули волжские берега и отправились на Дон. Перспектива плавания до Таганрога не вдохновила Лоренса и Освальда, и за 11 фунтов стерлингов (1510 в ценах 2023 года) они наняли карету и поехали по почтовому тракту. Именно здесь Олифант получил первые сведения о Кавказской войне. В Таганроге разведчики опоздали на пароход до Одессы, и на вполне законных основаниях получили место на немецком бриге, следующем в Ирландию, по пути заходя в Керчь.
По Крыму англичане двинулись попутным транспортом; до Ялты их подвёз на телеге, гружённой картофелем, немецкий колонист, и он же согласился проводить их в Севастополь под видом соотечественников, благо Лоренс свободно говорил по-немецки. Очень неприятной оказалась встреча с русскими купцами, с которыми Смит и Олифант виделись в Нижнем Новгороде, но у англичан был такой потрёпанный вид, что они остались неузнанными. В опубликованных путевых записках Олифант, оценивая мобилизационный потенциал Российской империи, с беспокойством писал, что когда железные дороги свяжут Варшаву с Москвой, а Санкт-Петербург с Одессой, будет достаточно всего нескольких дней, чтобы «русские орды» оказались на прусской или австрийской границах. Согласно поздним воспоминаниям О. Смита, резко негативное отношение Олифанта ко всему, увиденному в России, объяснялось как первыми впечатлениями на таможне, так и множеством других факторов. Например, Лоренса поразили гигантские пирамиды из дынь и арбузов на каждой пристани, и он объедался фруктами, хотя капитан парохода предупредил его об опасности «лихорадки». Согласно Смиту, Олифант заболел и был близок к смерти, да ещё и не смог наладить коммуникацию с русским врачом, хотя владел латынью. Ни слова об этом нет в его путевых записках. Книга «Черноморское побережье России осенью 1852 года, путешествие вниз по Волге и по стране донских казаков» была выпущена эдинбургским издательством William Blackwood & Sons, которое с тех пор стало постоянно печатать все литературные, документальные и религиозные сочинения Олифанта. Тогда же Лоренс дебютировал в Blackwood’s Magazine рецензией на книгу охотничьих рассказов своего цейлонского покровителя С. Бейкера; сотрудничество Олифанта и Блэквудов стало постоянным на следующие три десятка лет. В связи с началом Крымской войны потребовалось второе издание, выпущенное в конце 1853 года; к нему автор добавил ещё одну главу о перспективах войны с Россией. 1 марта 1854 года вышло четвёртое издание «Черноморского побережья», принеся своему автору 400 фунтов стерлингов. После выхода книги Олифант со Смитом были приглашены в Уайтхолл, где их расспрашивали лорд де Рос и сэр Джон Бергойн, планировавшие штурм Севастополя. Именно Олифант посоветовал высаживать десант в Балаклавской бухте, так как во время пребывания в городе отметил слабую защищённость предместий Севастополя с суши.

### Америка

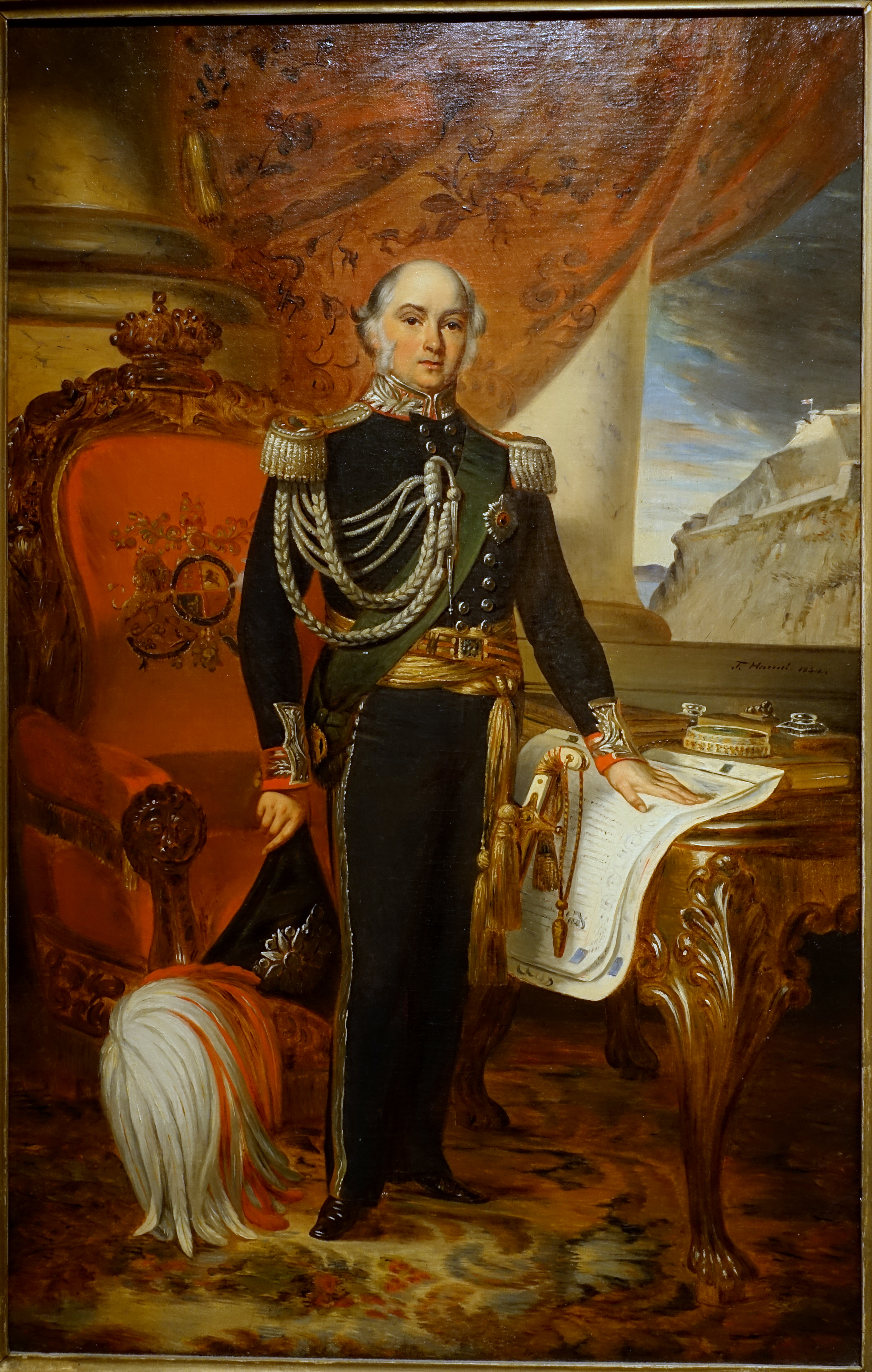
Джеймс Брюс, 8-й граф Элгин и 12-й граф Кинкардин на портрете Гамель, Теофиль 1854 года

В 1853 году Лоренс с матерью квартировал в Лондоне на Хаф-мун-стрит, но его зависимость от неё сильно ослабла: Олифант самостоятельно зарабатывал, был принят в свете, а Блэквуд предоставил ему комнату в своём эдинбургском доме. Молодого писателя взяли в штат газеты «Дейли ньюс» с правом писать о чём угодно, гонорар за колонку составлял две гинеи. Некоторый доход приносили лекции на темы морали и благотворительности, поэтому к 1854 году Олифант отказался от членства в адвокатской коллегии. В апреле 1854 года он передал лорду Реглану свои материалы по Севастополю, в том числе карты, кроки и дневниковые записи. Далее Лоренс загорелся идеей попасть на театр военных действий, и через мать и отца запросил должность военного корреспондента «Таймс», взявшись за изучение османского языка. В майской книжке Blackwood’s Magazine вышла статья «Прогресс и политика России в Центральной Азии», в которой Олифант доказывал долгосрочность русской угрозы, так как, согласно его мнению, Российская империя проводила последовательную территориальную экспансию ещё со времён Петра Великого. Соответственно, противодействие «российской агрессии против Турции» поможет прекратить экспансию раз и навсегда, отведя угрозу от Персии, Афганистана и Индии. Сам Олифант запросил в Форин-офисе должность чрезвычайного посланника на Кавказе при ставке имама Шамиля. Однако Лоренс был молод, не обладал нужной квалификацией, и вскоре был представлен давнему другу семьи — лорду Элгину, так как Мария Олифант была дружна с его сёстрами — Шарлоттой Локер и леди Огастой Брюс. Графу Элгину предстояло отправляться в Вашингтон для переговоров о разграничении канадских колоний и США и заключении договора о свободной торговле. Политик, бывший канадским генерал-губернатором в кризисные для страны годы, рассчитывал на лобби Демократической партии, опиравшейся на южные рабовладельческие штаты, которые не желали вхождения Канады в федерацию и увеличения электоральных ресурсов республиканцев и аболиционистов. Лоренсу было предложено стать личным секретарём графа, а его родительница уехала в Эдинбург.
За океаном Олифант активно работал: значительная часть канадо-американского договора была написана именно им. Кроме того, граф Элгин активно использовал общительность своего секретаря, который активно участвовал во множестве светских мероприятий в Вашингтоне. 26-летний Лоренс по-прежнему отчитывался перед матерью о количестве выпитого шампанского и числа выкуренных сигарет и сигар; миссис Олифант неизменно пеклась о его духовном благополучии, нравственном совершенствовании и «стяжании благодати». Лоренс, не связанный условностями лондонского света, стал активно пользоваться услугами публичных женщин, что не скрывал от матери, ибо полагал любое притворство в высшей степени неестественным. Его моральные терзания не укрылись от патрона — Элгина, который предложил Олифанту остаться в его свите на весь срок пребывания в Канаде. В Квебеке (временной столице) молодого чиновника назначили суперинтендантом Департамента по делам индейцев, и он немедленно отправился по местам проживания своих подопечных, дабы обозреть экономическое положение племён, участвовать в их замирении, основывать школы, и т. п. На озере Гурон на племенном сейме чиппева Олифант раздавал подарки — одеяла, ножи, топоры, утварь, соль и муку, стремясь, чтобы вожди позволили занять полмиллиона акров для заселения белыми колонистами. Лоренс рассчитал, что такая сделка принесёт минимум 13 000 фунтов стерлингов, которые с избытком покроют расходы на реформирование департамента по делам индейцев. Далее инспектор в компании виконта Бьюри (который должен был получить место Лоренса после его отъезда) отправился к берегам озера Верхнего и купил земельный участок на месте будущего города Сьюпириор на территории США (который затем продал, не дождавшись земельного бума). Путешественники двинулись по верховьям Миссисипи, пересекли Миннесоту и Иллинойс, побывали в Чикаго и вернулись в Квебек через Ниагару. Дневники и переписка лета 1854 года стали основной книги «Миннесота и Дальний Запад». Далее Лоренса ожидала обычная чиновничья работа до 18 декабря 1854 года, когда истекали полномочия лорда Элгина. Олифант был принят в светском обществе Квебека, сообщая матери, что молодые люди непременно имеют постоянную подругу, именуемую на жаргоне muffin. Впрочем, о матримониях он не задумывался и, по свойственному его натуре легкомыслию, не испытывал сожалений при расставаниях. В январе 1855 года Лоренс Олифант вернулся в Лондон, оставшись не у дел. Его избрали действительным членом писательского клуба «Атенеум», к тому времени отец — сэр Энтони — окончательно завершил все дела на Цейлоне. 63-летний чиновник привык к активности и был полон решимости последовать за сыном к любому месту его назначения; большую часть жизни он прожил отдельно от жены и отпрыска и даже не захотел приобретать в Англии недвижимости.

### Военные авантюры: от Чёрного моря до Никарагуа

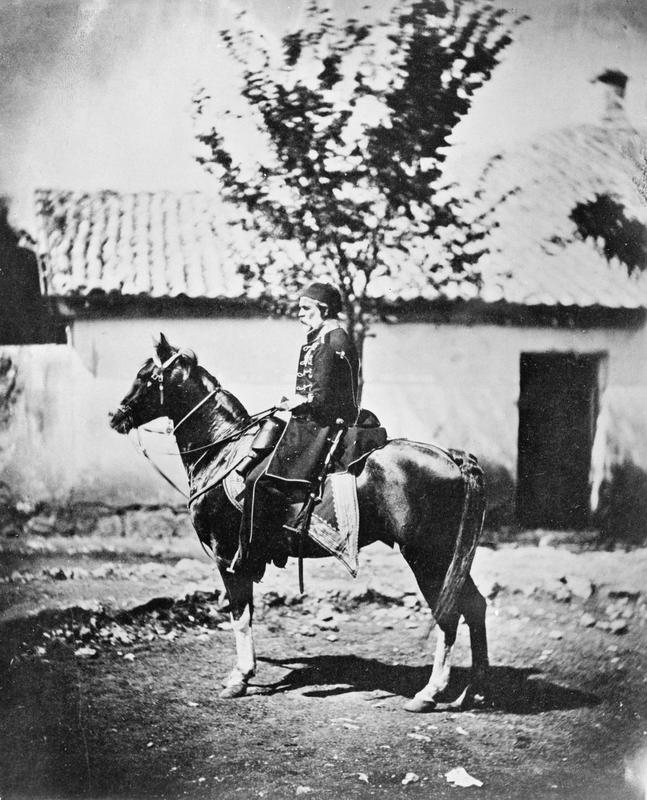
Омер-паша

Весной 1855 года Л. Олифант опубликовал памфлет «Грядущая кампания», в котором констатировал, что войска союзников увязли под Севастополем, русские войска угрожали границам Османской империи под Карсом, «остановка русской экспансии на Востоке» оказывалась под угрозой. Молодой стратег предлагал отправить для деблокирования Карса отряд в страну черкесов и на весь Северный Кавказ. Воинское подразделение надлежало набрать из турок главнокомандующего Омер-паши. Так как в отношении миссии к Шамилю ничего не было сделано, Олифант написал министру иностранных дел лорду Кларендону, с просьбой направить его на Кавказ. На самом деле британские военные власти дважды пытались добраться до ставки Шамиля, под предлогом закупки лошадей для крымской кавалерии. Майор Ллойд скончался от холеры, а консул Лонгворт с большим грузом пороха и свинца в подарок не был пропущен наибами, «ещё более фанатичными, чем сам Шамиль». Лонгворту удалось понять, что окружение Шамиля стремится создать независимую от русских и турок исламскую теократию, при этом сами мусульмане Кавказа глубоко почитают турецкого султана не как светского правителя, а как халифа всех правоверных. В конце концов Олифант с отцом в августе 1855 года отбыли на Чёрное море вместе с отрядом Джона Спика. Судьбу миссии Олифанта должен был решать британский посол в Стамбуле виконт Рэдклифф. Он отнёсся к Лоренсу благосклонно, будучи знаком с его книгой о России; самого Олифанта виконт счёл «забавным» и пригласил остаться при посольстве, суля пост секретаря миссии. Из окружения Рэдклиффа Лоренс сдружился с Одо Расселом и поддерживал с ним отношения до самой смерти последнего. Далее посол отправился с инспекцией в Крым, взяв с собой и Олифанта; в приватной беседе он усомнился в целесообразности миссии к Шамилю, однако диверсионную деятельность на Кавказе одобрил. Лоренса радушно встретили в британском лагере под Севастополем (о его роли в разработке плана осады было известно), поселив у Валентина Бейкера, лондонского друга, командовавшего охраной лагеря. Сэра Энтони также разместили в соответствии с его чином и возрастом. Далее отец отправился в Англию, а Лоренса отрядили к Омер-паше в Трабзон как неофициального посланника. Одновременно он получил должность военного корреспондента «Таймс» с гонораром 50 фунтов стерлингов за всю командировку и бесплатной рекламой книги о Миннесоте, которая плохо продавалась.

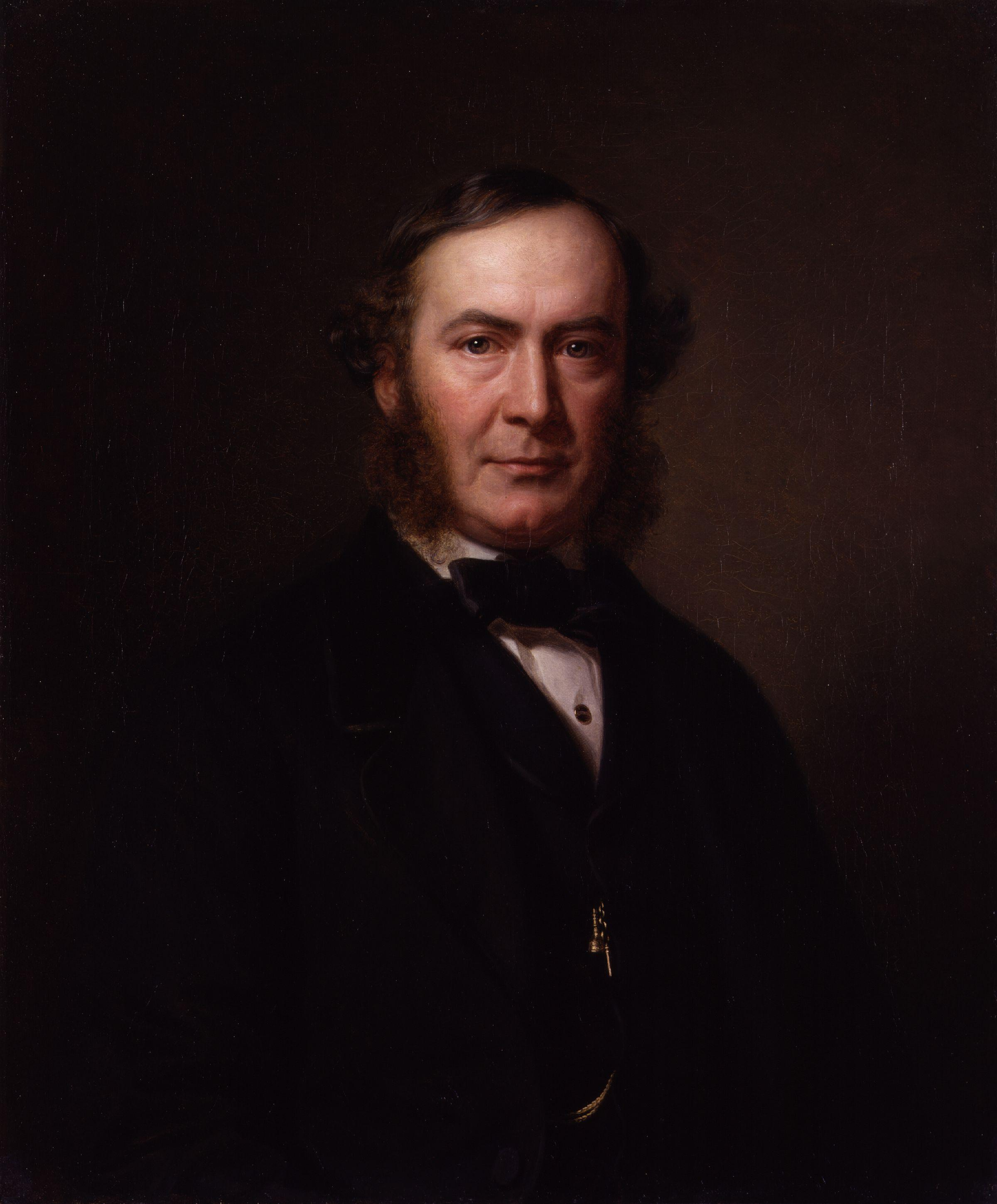
Джон Дилэйн

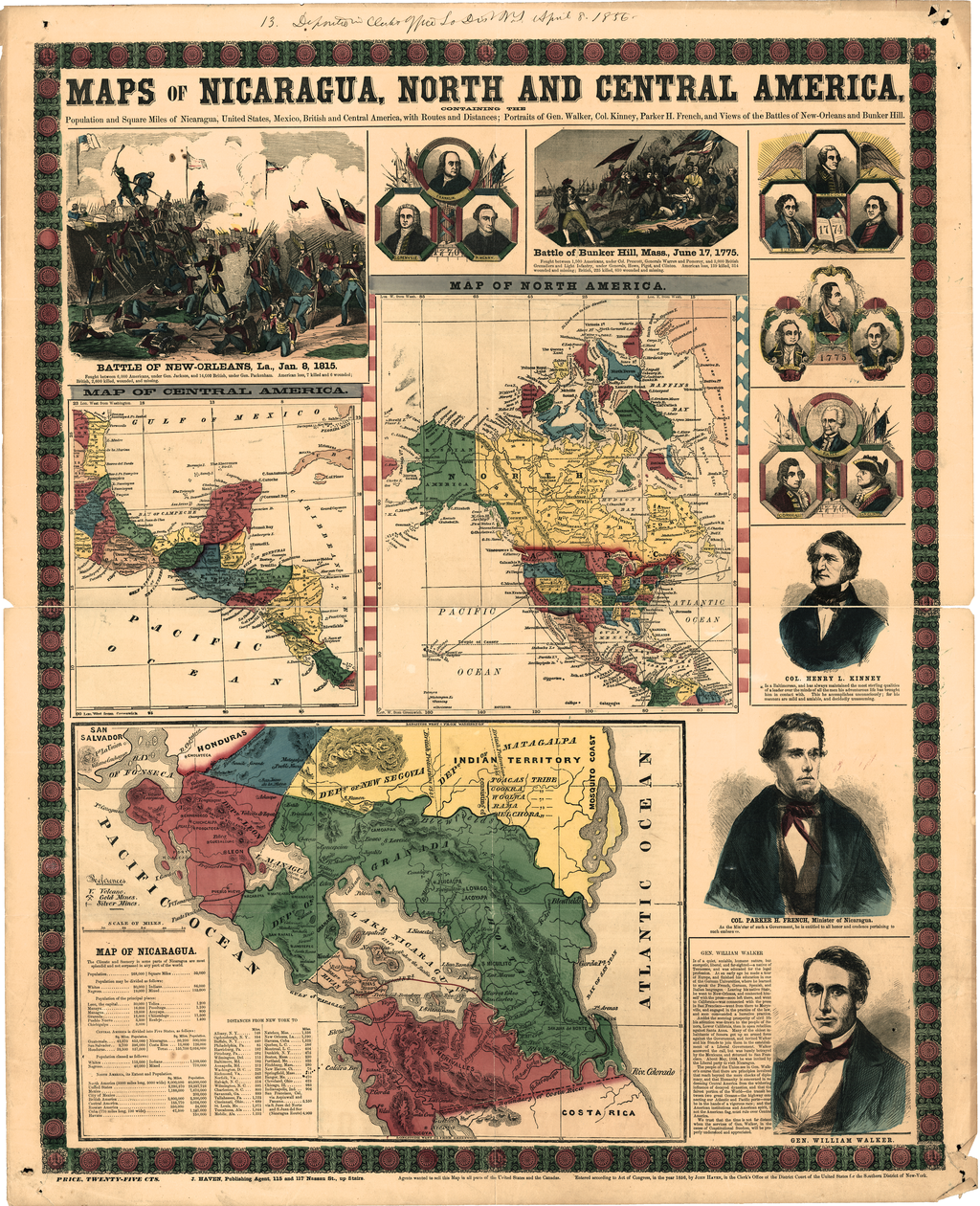
Карта Северной и Центральной Америки с портретом У. Уокера

Ко времени прибытия англичан в Трабзон, Карс уже пал, предстояло налаживать сеть осведомителей и диверсантов в Абхазии, Мингрелии и Имеретии. Олифант понравился Омер-паше, к тому времени путешественник свободно говорил по-турецки, совпали у командующего и посланника и чувство юмора и любовь к женскому полу. К октябрю 1855 года стало очевидно, что Шамиль заключил с русскими властями соглашение и бесполезен для британских интересов. Тогда же произошёл конфликт между Олифантом и известным разведчиком-востоковедом Бёртоном, что и объясняло впоследствии вмешательство Лоренса в дело Бёртона и Спика. Зимой начались затяжные ливни, Лоренс впервые столкнулся с приступами «чёрной меланхолии», от которых было невозможно избавиться молитвой и очень тяжело отвлечься. С годами приступы депрессии становились только тяжелее. Вдобавок, он простудился от сырости, что сопровождалось сильным малярийным приступом. Когда Олифант немного оправился, он уехал в Стамбул. К началу 1856 года казалось, что судьба его устроена: лорд Рэдклифф гарантировал место секретаря посольства (с условием, что Олифант ничего не будет писать о своём участии в войне). Также ходили слухи о романе Олифанта с некой английской девицей, имя которой неизвестно. По-видимому, он вынашивал планы помолвки. Быстрое завершение войны в марте 1856 года было воспринято Олифантом как личное оскорбление; в дальнейшем импульсивность многое определяла в его жизни. В сентябре того же года Лоренс присоединился к главному редактору «Таймс» Дж. Дилэйну в пресс-туре по США, где шли президентские выборы, предположительно, это было связано с необходимостью заработать энную сумму для женитьбы. В Нью-Йорке Олифант познакомился с Ральфом Эмерсоном и Генри Джеймсом. В октябре Лоренс поехал на Юг изучать вопросы рабства, добравшись до Нового Орлеана.
В Луизиане Олифант встретился с Пьером Сулем, агентом авантюриста Уокера, который набирал наёмников для военных действий в Никарагуа, и нанялся в поход. Существует версия, что это также было разведывательным заданием, так как война в Никарагуа угрожала британским владениям в Центральной Америке и на Карибских островах. Сам Олифант в мемуарах заявлял, что, напротив, Уокер стремился использовать его для переговоров с правительством Пальмерстона в попытке убедить Лондон, что он не является американской марионеткой и сможет создать единое центральноамериканское государство под «контролем англосаксов». Олифанту даже предложили плантацию (Уокер хотел ввести рабство) за услуги посредника. По прибытии в Грейтаун транспорт с тремястами наёмниками (включая крымских ветеранов, поляков и венгров-эмигрантов) был взят на абордаж британским военным кораблём, Лоренса опознали как британского подданного, но от военно-полевого суда его спас командир отряда, оказавшийся его родственником. Далее Олифанта бесплатно отправили почтовым рейсом в Колон и Панаму (тогда это была территория Колумбии); вопрос, за чей счёт осуществлялась поездка, в документах не отражён. В начале 1857 года, минуя территорию США, разведчик вернулся в Лондон. Впоследствии он монетизировал свои приключения в серии статей для Blackwood’s Magazine, а в 1860 году выпустил книгу «Патриоты и флибустьеры». В этой книге содержится следующий эпизод: на танцах Лоренс повстречал девушку, на которой рассчитывал жениться, но она довольно пренебрежительно поздоровалась и обронила: «разве тебя не повесили?».

### Дальний Восток

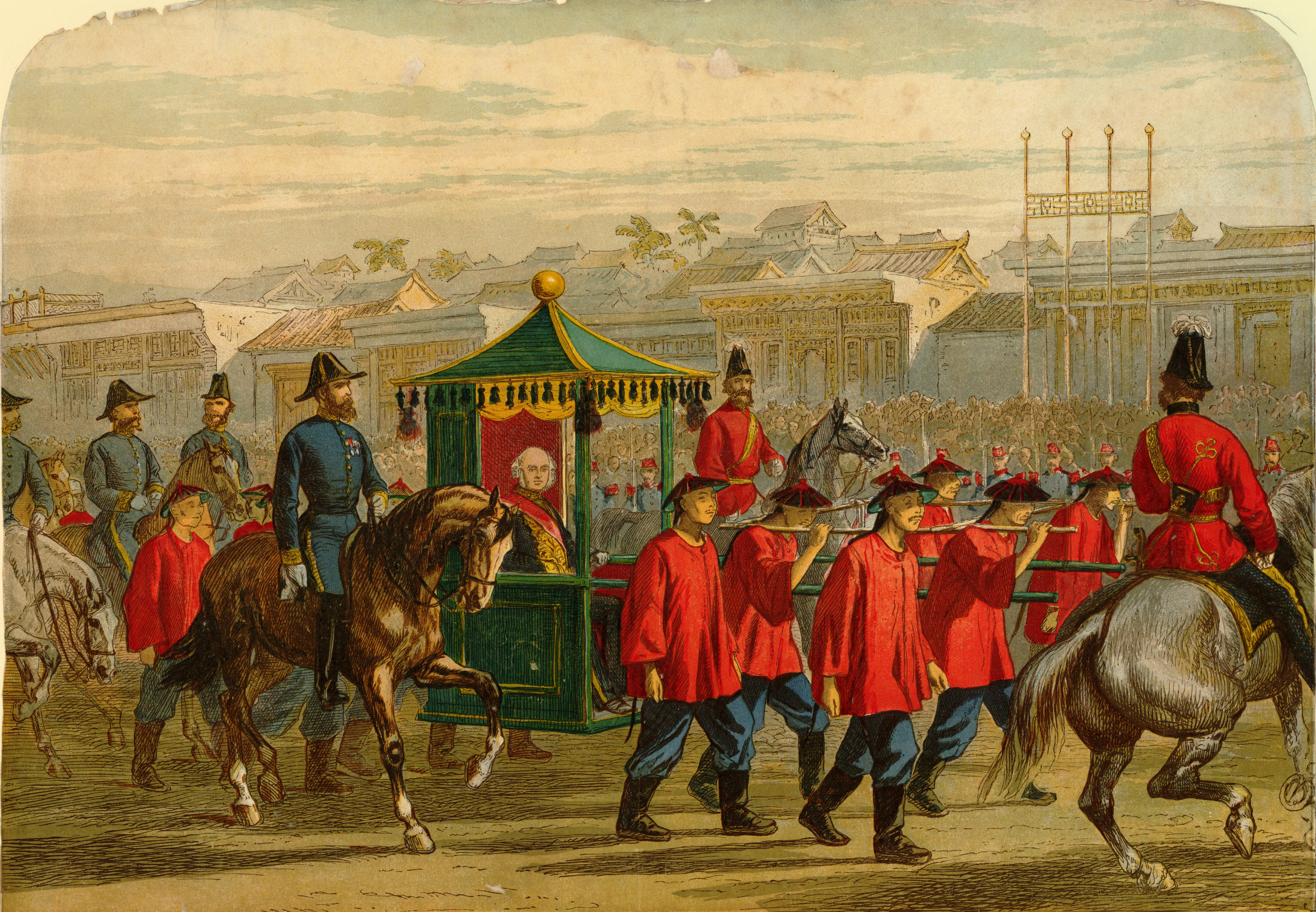
Вступление лорда Элгина в Пекин в 1860 году

В 1857 году Лоренс Олифант попытался избраться в Парламент от Либеральной партии по избирательному округу Стерлинг, где его семья была хорошо известна. Однако он сошёл с дистанции на середине избирательной кампании под предлогом нездоровья. Судя по переписке с лордом Элгином, болезнь не была дипломатической, но Лоренс, едва поднявшись с постели, принял приглашение лорда отправиться в посольство на Дальний Восток. Элис Тейлор предполагала, что как раз в это время расстроилась помолвка Олифанта и это стало причиной сильного потрясения. Олифант занял привычную ему должность личного секретаря лорда Элгина в его посольстве в Цинскую империю, где началась вторая торговая война; лорду предстояло заключить мирный договор, открыв свободную торговлю с Китаем и в перспективе с Японией. Военнослужащие отправились в Гонконг транспортом вокруг мыса Доброй Надежды, а Элгин и Олифант коротким путём через Суэцкий перешеек, где до строительства канала британцы проложили линию дилижанса. Промежуточная остановка была на Цейлоне, где начался мятеж; посол колебался, не помешает ли ситуация в индийских колониях успешной миссии, но основной персонал должен был собраться лишь в Сингапуре. В город пришли известия о захвате сипаями европейского квартала в Дели, поэтому лорд Элгин распорядился все прибывшие из Европы войска перебросить в Калькутту, включая новейший пароходофрегат «Шеннон» с 68-фунтовыми пушками, предназначенными для бомбардировки Кантона. Войска, направляемые в Китай, были тут же переброшены на Лакхнау, а появление «Шеннона» на Хугли позволило справиться с волнениями в бенгальской столице. Индия произвела на Олифанта тяжёлое впечатление; его патрон Элгин прямо писал жене: «Жить среди низших рас — ужасное дело». Лоренс был поражён неуспехом проповеди христианства в Индии, а также повсеместной жестокостью нравов. Аристократы Элгин и Олифант презирали господствующее в колониях купечество с его узкими интересами и социальными претензиями. Лоренс возымел отвращение к христианству после того, как генерал-губернатор Каннинг запретил бросить тела расстрелянных мятежников на пожрание собакам, за что его осудил священник, заявивший, что «для спасения душ туземцев следует подвергать их перед смертью пыткам». В Гонконге посольство оказалось в западне: в августе наступил сезон тайфунов, а французские, русские и американские союзники ещё не прибыли. В колонии не было женского общества и светского общения, а на берегу свирепствовали малярия и дизентерия.

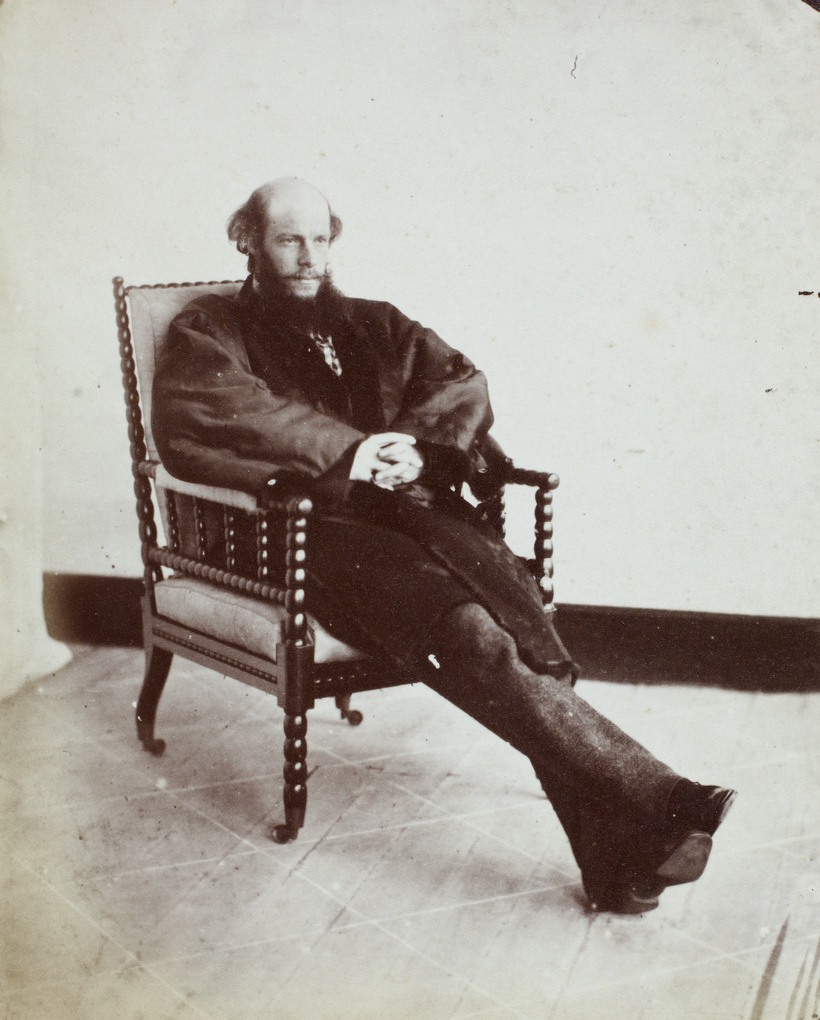
Лоренс Олифант в Шанхае

В декабре 1856 года в Гуанчжоу начались военные действия: губернатор Е Минчэнь отказался исполнять любые соглашения с «заморскими варварами», включая права европейцев в договорных портах. Элгин грозил штурмом города, наконец отдав приказ высадить десант. Олифант участвовал в штурме, полностью пренебрегая личной безопасностью. После захвата резиденции наместника выяснилось, что ни один документ европейцев даже не был отправлен в Пекин. После этого лорд Элгин принял решение перенести переговоры и демонстрацию военной силы как можно ближе к китайской столице. Пока шли предварительные переговоры в Тяньцзине, а отряд приходил в себя в Шанхае (Элгин и Олифант побывали также в Сучжоу), посол принял решение заняться налаживанием отношений с Японией — Шанхай от Нагасаки отделяли всего 450 миль по прямой. Приём в Японии резко отличался от китайского, так как незадолго до прибытия посольства ряд ограничений на пребывание в стране иностранцев был сильно ослаблен. Переговоры шли в быстром темпе и британо-японский торговый договор был подписан сравнительно легко на английских условиях. Самого Лоренса после многих месяцев воздержания более всего интересовали японские проститутки; нет сомнения, что соответствующие пассажи в отчёте экспедиции написаны на основе личного опыта. Возвращение в Китай заняло пять недель из-за съёмки эстуария Янцзы; англичане узнали и о восстании тайпинов. Лорд Элгин и его секретарь были пропущены повстанцами на их территорию и отправились в «Небесную столицу» — Нанкин, путешествие до которого и обратно заняло шесть недель. В 1858 году были заключены Тяньцзиньские трактаты, так как Элгин пришёл к выводу, что лучше всего работать с действующей властью. Британская экспедиция отправилась на родину 4 марта 1859 года. Почти сразу Лоренс испытал визионерский опыт: явившись с утра в кают-компанию, он объявил, что высшие силы во сне сообщили о кончине его отца. В следующем порту захода (Адене) их ожидала телеграмма, удостоверяющая, что сэр Энтони Олифант скоропостижно скончался в тот самый день (9 марта 1859 года). Эту историю излагала Маргарет Олифант. Посольство высадилось в Плимуте 7 мая, и Лоренс застал мать в полубезумном состоянии. Она даже пыталась заказать спиритический сеанс, но Олифант-младший счёл всё это мошенничеством.

### Продолжение дипломатической деятельности. Парламент

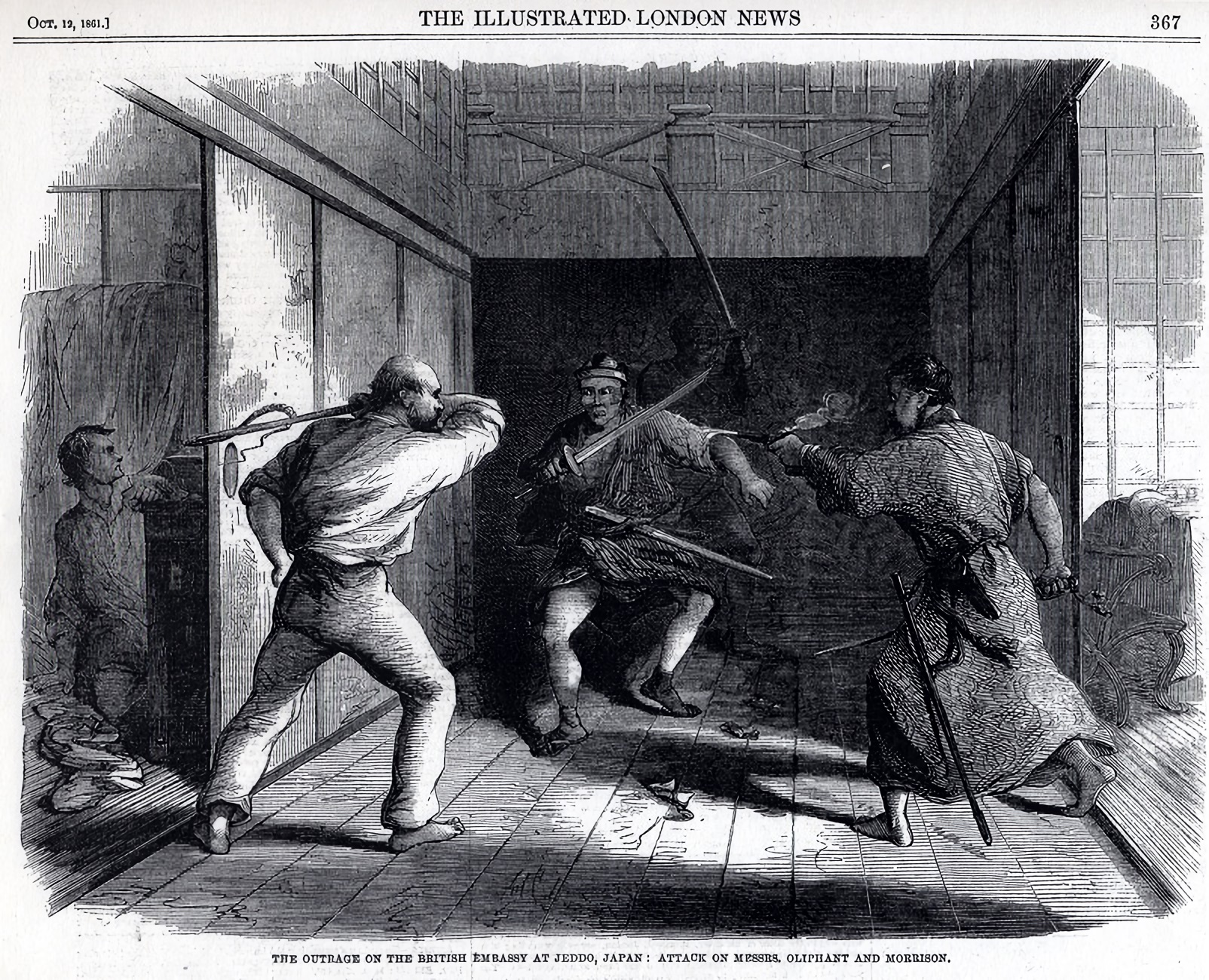
Нападение на британское посольство в Японии в 1861 году. Гравюра из The Illustrated London News

В начале июня 1859 года на одной из лекций Олифант познакомился с американским проповедником Томасом Харрисом, которого пригласил Гарт Уилкинсон — респектабельный врач, энтузиаст гомеопатии и переводчик трудов Сведенборга. Лоренс готовил к печати отчёт о посольстве и беспокоился о бессмысленности своего существования. Книга о посольстве в Китай и Японию вышла в свет в конце года и хорошо продавалась, вызвала интерес герцога Кобургского и принца Альберта. Правительство, очевидно, сочло Олифанта хорошим разведчиком, поэтому в 1860 году его отправили в Италию на встречу с Гарибальди (она прошла в Ницце), далее он был наблюдателем на плебисците в той же Ницце, на котором решался вопрос о перехода города под французскую юрисдикцию в процессе демаркации границы. В Турине Лоренса пригласили на обед к Кавуру. В конце жизни Олифант сетовал, что не участвовал в боевых действиях на Сицилии (добравшись только до Рима и Неаполя, причём в Казерте его разместили в королевской спальне), но его отправили в Черногорию. О своих путешествиях он публиковал путевые очерки, которые приносили устойчивые гонорары. Тем временем было принято решение направить специальное посольство в Японию, в состав которого Олифант был включён письмом министра иностранных дел лорда Рассела.
Положение в Азии было шатким. Тайпинское восстание продолжалось, англо-французская коалиция в 1860 году возобновила военные действия и взяла Пекин из-за невыполнения Тяньцзиньских трактатов китайской стороной. Поскольку секретарь посольства в Японию мистер Норман погиб при захвате маньчжурами британской делегации, его место досталось Олифанту. Более того: поскольку полномочному министру сэру Резерфорду Олкоку полагался двухлетний отпуск, было решено, что Олифант справится с его обязанностями. В конце июня 1861 года Лоренс во второй раз оказался в Японии, к тому времени британцев разместили в Эдо в храме в районе Синагава. В городе было неспокойно, ронины призывали к физическому истреблению всех «варваров», посольство практически находилось на осадном положении. Ночью 5 июля Олифант задержался во внутреннем дворе, чтобы понаблюдать за кометой. Пёс его поднял тревогу, но ларец с пистолетами оказался заперт: слуга, почистив и зарядив оружие, забрал ключ с собой. Под рукой был только хлыст, вооружившись которым, Лоренс некоторое время противостоял нападавшему с мечом. Охрана перешла на сторону вторженцев, британцы собрались в одной комнате, стены которой состояли из бумажных ширм. Олифант обнаружил, что получил серьёзные раны левого плеча и предплечья и может истечь кровью. Сэр Резерфорд Олкок был по образованию врачом с реальным опытом и «заштопал» самые опасные раны, достигавшие кости. Руку удалось сохранить, но пальцы больше не слушались. Выздоравливал он в лазарете британского военного корабля в гавани Иокогамы и через две недели смог вернуться к секретарским обязанностям. Когда представилась оказия, Олифанта отправили в Лондон с донесениями на имя королевы и министра иностранных дел. Как оказалось, участниками нападения были ронины из княжества Мито. На обратном пути он также занимался расследованием Цусимского инцидента и обозрел место стоянки корвета «Посадник», участвовал в переговорах по выдворению русских с острова. Впоследствии Олифант, как и его начальник Олкок, искренне считали, что нападение на их миссию было местью русских за невозможность закрепиться на Цусиме.
Весной 1862 года Лоренс Олифант был командирован в Вену, где стал спутником Принца Уэльского по десятидневной поездке на Корфу, откуда проехал в Италию для отчёта о ходе интеграции прежде независимых государств в единое королевство. Далее он официально подал в отставку с государственной службы. Возможно, это было прикрытием для разведывательной работы: как корреспондент «Таймс» Олифант освещал события Польского восстания 1863 года, а на обратном пути посетил Шлезвиг. Это было персональным поручением невестки королевы Виктории, кобургской герцогини, которая потребовала «способного агента», который бы точно узнал настроения населения и элиты: Шлезвиг контролировался датчанами, но на территорию претендовала Пруссия. В 1864 году Олифант пользовался большой славой в лондонском светском обществе, его допускали на парламентские сессии, он стал завсегдатаем джентльменских клубов и маноров своих друзей. Полученный материал он обобщил в сатирическом романе «Пикадилли», журнальная публикация которого состоялась в 1865 году. Ранее некоторые приятели Лоренса организовали издание сатирического листка «Сова», высмеивающего светские условности. В том же году журналиста убедили баллотироваться в Палату общин от округа Стирлинг, традиционно связанного с кланом Олифантов. Выборы прошли благополучно, но первая сессия состоялась только через семь месяцев, в январе 1866 года. В сентябре 1865 года Лоренс Олифант совершил короткое путешествие в США, чтобы оценить последствия гражданской войны. 27 октября он упоминался в дневнике Ральфа Уолдо Эмерсона. Впрочем, главным последствием стал визит в Амению, где тогда располагалось «Братство новой жизни» Т. Харриса. Из-за постигшего его приступа жесточайших головных болей, выхаживать Лоренса приехала мать, которая сразу же подпала под влияние «пророка». Когда журналист в декабре отправился в южные штаты, леди Олифант осталась в секте, где вместе с горничной Констанс занималась уборкой и стиркой, что рассматривалось как испытание готовности присоединиться к духовному сообществу.
В 1866 году Олифант приступил к деятельности в Парламенте, где одним из важнейших вопросов было отношение к фениям, пользовавшимся большой поддержкой в США. Свою первую речь Лоренс произнёс 23 февраля, но она оказалась неудачной по тону и содержанию; его даже никто не поздравил, как обычно делалось с дебютантами. Впрочем, уже через месяц он освоился, активно готовил материалы для своей фракции и делал многочисленные комментарии. Кроме того, в 1865—1866 годах Олифант курировал группу из пятнадцати молодых японских самураев княжества Сацума, направленных обучаться в Лондонском университетском колледже, несмотря на запрет сёгуната выезжать из страны. Устройством японцев в колледж Лоренс занимался при посредничестве профессора А. Уильямсона. По воспоминаниям участников группы стажёров Мори Аринори и Мацумуры Дзюндзо, Олифант стал для них «человеком, от которого мы черпали знания о ситуации в Англии и других странах», и при этом не скрывавшим своих антироссийских взглядов и дававшим высокую оценку Соединённым Штатам. Самого младшего из японцев — пятнадцатилетнего Нагасаву Канаэ — Олифант обратил в веру Харриса, и он последовал за своим патроном за океан.

## «Новая жизнь» (1868—1878)

### Броктон

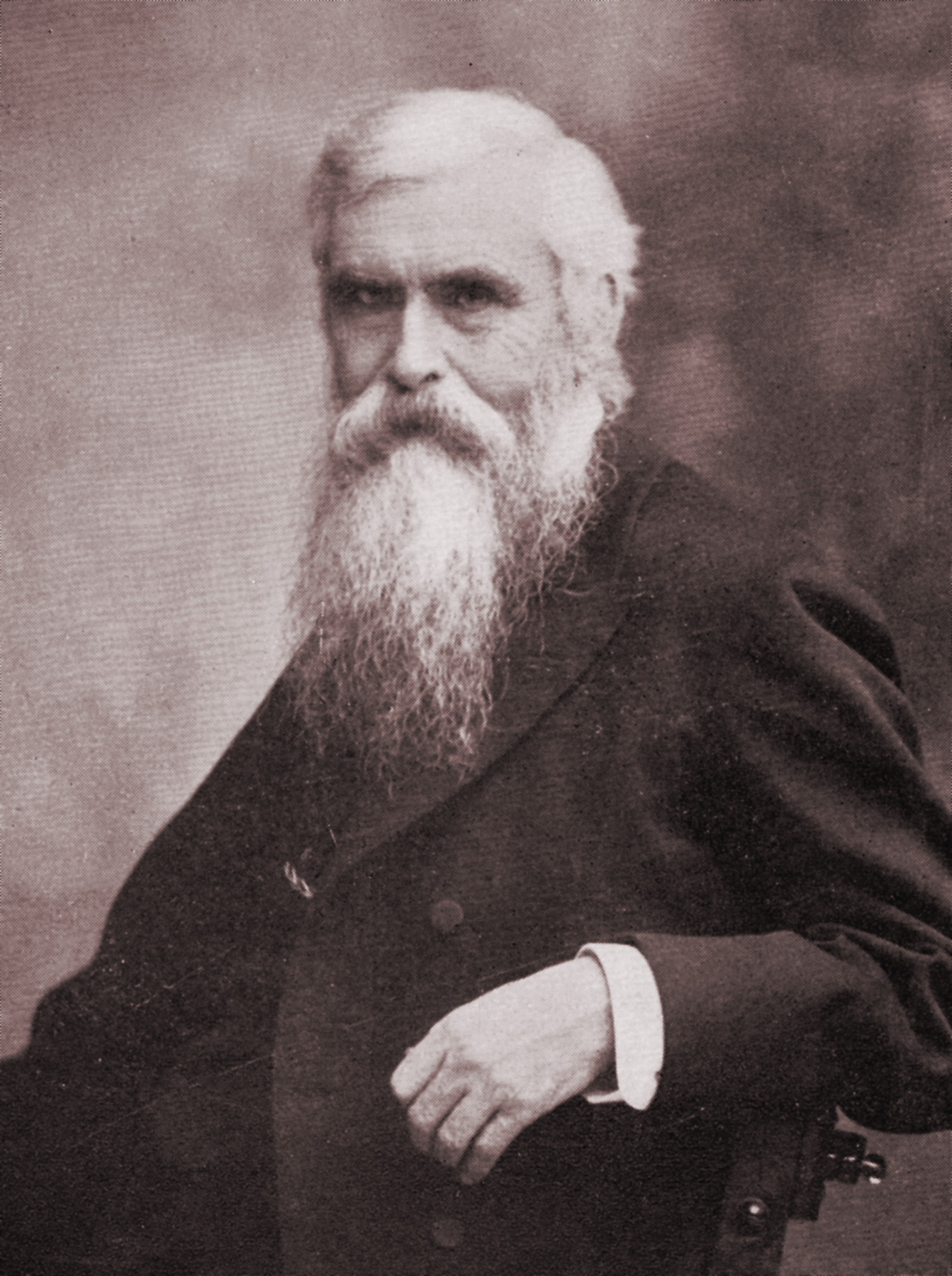
«Пророк» Томас Харрис

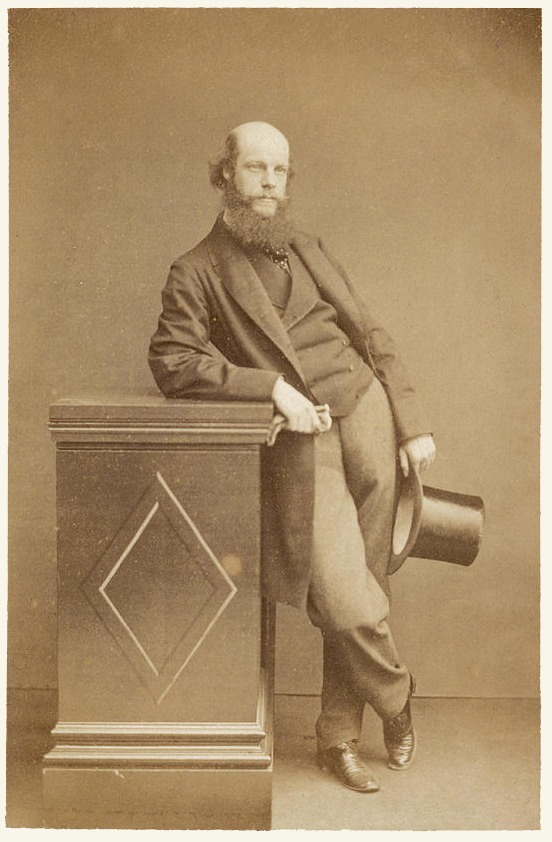
Лоренс Олифант

С начала 1860-х годов Томас Лейк Харрис основал в штате Нью-Йорк сельскохозяйственную общину, в которой его адепты совмещали свои духовные практики с доходным физическим трудом, передавая своё имущество и все заработки своему наставнику, так как он требовал «отказаться от всего мирского». В 1867 году «Братство новой жизни» присмотрело плодородные земли в 400 милях от Нью-Йорка на берегах озера Эри в Броктоне, где климат позволял разбить виноградники. На приобретение угодий Харрис потратил 250 000 долларов (порядка 5 300 000 в ценах 2023 года), примерно 40 % этой суммы поступило от Марии и Лоренса Олифантов. В атласе США 1881 года показано 15 ферм, образующих единое хозяйство «Братства»; на железнодорожной станции был построен винный погреб на 65 000 галлонов. В июле 1867 года Лоренс Олифант сдал парламентские полномочия и стал готовиться к вступлению в Братство. Ему щедро жертвовали знатные и богатые поклонники Харриса в Великобритании; в день отплытия из Ливерпуля Лоренс писал духовному наставнику: «Я рад перспективе работы на винограднике Господа моего». В Броктоне его поселили в сарае и воспретили общаться с друзьями, уже обосновавшимися в секте, и даже с матерью — леди Олифант. Когда ему разрешили писать, он сообщал, что поразился переменам в Марии Олифант: большую часть его сознательной жизни она лежала на диване, жалуясь на недуги, теперь же стала жизнерадостной и «передвигалась лёгким шагом». Далее начались «уроки смирения», когда Олифанта подчинили трём ирландским рабочим, поставив чистить конюшни. Рабочий день начинался в пять утра. Затем его поставили торговать виноградом в деревенской лавке. Зимой сарай Лоренса не отапливался, а «смирение гордыни» становилось всё более и более суровым. Напротив, леди Олифант после окончательного переезда в Броктон стала прислугой в 24-комнатном особняке, где квартировало ближайшее окружение «пророка» и он сам. Некоторое время в Броктоне провели шестеро японцев из лондонской группы, которые также исполняли обязанности прислуги. Нагасаву поставили на молочную ферму, а Мори Аринори учился ремеслу пекаря. Впрочем, с начала 1868 года Харрис стал обучать японцев английской литературе, военному делу и религии. Повседневные работы в терминологии Харриса именовались «Пользованием» (The Use) и фронт обязанностей на каждый день распределял глава общины, который сам физическим трудом не занимался. Впрочем, на Рождество Лоренса с матерью пригласили за стол «пророка».
К 1869 году проекты Братства (продажа вина и открытые при железнодорожной станции гостница, ресторан и салун) приносили доход, а Олифант поправил здоровье и был возвышен в структуре секты: Харрис назначил его на должность, предполагающую постоянный контакт с внешним миром, в частности, привлечение потенциальных инвесторов и новообращённых. Внутренняя жизнь Братства не была идиллической: Харрис был авторитарен, а больше всего соседей по Броктону и самих новообращённых раздражала его доктрина, согласно которой супруги и дети разлучались, ибо «пророк» заявлял, что имеет дар определять истинного «небесного партнёра» для каждого человека. Несколько членов секты умерли от непривычного и непосильного труда, много нареканий вызывало использование детского труда и то, что детям не давали образования. Пятеро из шести японцев вернулись на родину, когда до США дошли вести о революции Мэйдзи. В 1870 году Харрис счёл Олифанта достаточно «верным» и даже провёл над ним ритуалы высшей степени посвящения в учение, отправив в Лондон для зарабатывания денег для общины и улучшения её имиджа в среде британской аристократии. Одним из послушаний было найти оплачиваемую работу (не менее 500 фунтов стерлингов в год), и Олифант сравнительно легко устроился корреспондентом «Таймс» на фронте франко-прусской войны. Когда Лоренс был аккредитован при французском штабе, его обвинили в шпионаже и чуть было не подвергли военно-полевому суду. После побега он перебрался на другую сторону, и устроился при германской артиллерии, осаждающей Париж. Как выразился Б. Кейси, «почти невозможно поверить в лёгкость, с которой британский джентльмен передвигался от одной стороны жестокой, кровавой войны, на другую». Он настолько поспешно бежал из Парижа, что не захватил выписанные ему в Лондоне аккредитационные бумаги, а личность Олифанта подтвердил лично кронпринц Вильгельм, несмотря на нежелание Бисмарка видеть «чрезмерного либерала» Лоренса на фронте. В октябре — ноябре 1870 года фронтовые корреспонденции отправлялись каждый день и оплачивались по наивысшему тарифу. Рождество англичанин встречал в немецком штабе, а его коллега по редакции Уильям Говард Рассел получил тяжёлую психическую травму и страдал лунатизмом.
После перемирия 1 февраля 1871 года Олифант отправился в Париж, так как редакция поручила ему подыскать квартиру для корреспондентов «Таймс». Лоренс телеграфировал о столкновениях армии и Национальной гвардии; вступление прусской армии в город состоялось только 1 марта. 18 марта части Национальной гвардии попытались атаковать артиллерийские позиции на Монмартре: началась Парижская коммуна. 22 марта Олифант был свидетелем событий на Вандомской площади, полностью пренебрегая личной безопасностью. Только когда он почувствовал, что пуля пролетела в нескольких миллиметрах над волосами, Лоренс заявил, что «защита, поставленная ему Харрисом, не абсолютна», и поспешил покинуть поле боя. Той же ночью он передал парижское бюро своему коллеге и выехал в Броктон, куда прибыл 7 апреля 1871 года. В Братстве всё было неблагополучно: самоубийство обращённого Фаулера широко освещалось в прессе, зима была суровой, леди Олифант (духовным именем её было «Виола») слегла от переутомления и разлуки с сыном. Тяжёлый психологический климат описан и в дневнике Нагасавы, переписанном красивой японской каллиграфией, хотя он искренне стремился к «самоотречению во имя Господа Бога». О судьбе Олифанта запрашивал из Вашингтона Мори Аринори, находившийся в составе японского посольства в США. В этих условиях «пророк» объявил, что отправляется в Европу, чтобы лично удостовериться, не являются ли события в Париже предвестием судного дня. С собой Харрис взял мать и сына Олифантов и японца Нагасаву. Олифанты сняли хорошо обставленный дом на улице дю Сентр, а Лоренс официально был оформлен главой корреспондентского бюро «Таймс», которому полагалось не только жалованье, но и оплата накладных расходов. Харрис наблюдал последнюю неделю разгрома Парижской коммуны, а в июне отправился в Швейцарию, оставив Лоренса и Марию в Париже.

### Казус Элис Лестрейндж

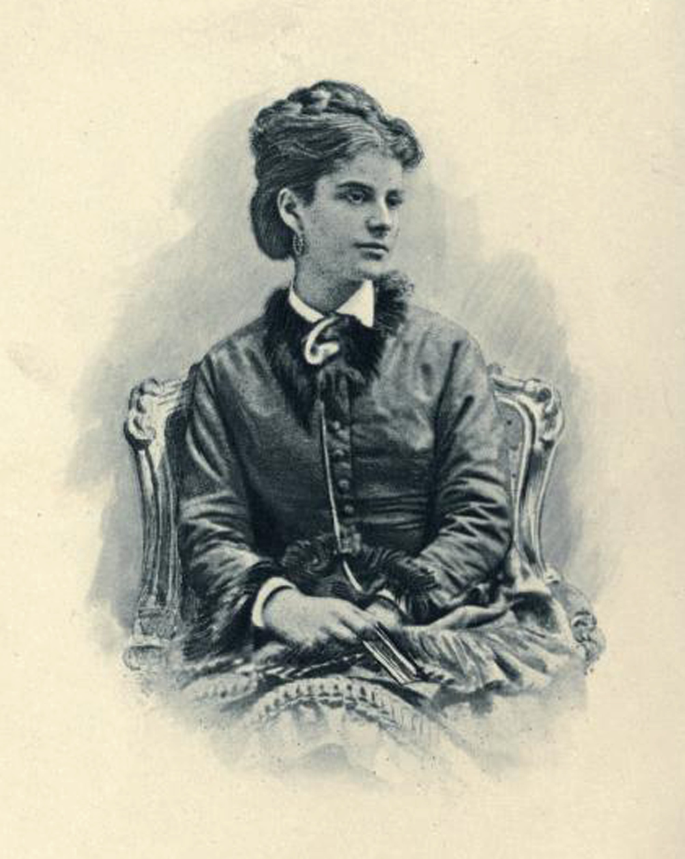
Элис Лестрейндж Олифант

В Париже леди Олифант подружилась с соседкой по дому — леди Уинн-Финч, дочь которой от предыдущего брака носила имя Элис Лестрейндж (это была древняя аристократическая фамилия из Норфолка). 26-летняя Элис была красива, отличалась образованностью и глубоко интересовалась вопросами духовности, мать и сын Олифанты чрезвычайно её привлекали. Родня была глубоко шокирована решением Элис вступить в брокдонское Братство (она написала письмо Харрису по собственной воле), передав ему десять тысяч акров наследственных земель. Напротив, Харрис был недоволен просьбой Лоренса позволить ему жениться на Элис, по-видимому, опасаясь лишиться власти над «полезным инструментом». Разрешение было дано, но Харрис неожиданно заявил, что Элис и Лоренс не являются истинной «небесной парой», не должны иметь близких отношений, и, «дабы не помогать демонам», обязаны жить далеко друг от друга. Венчание состоялось в июне 1872 года в церкви Св. Георгия на Ганновер-сквер Тем не менее, они провели шестинедельный медовый месяц на Лазурном берегу, хотя Олифант потом и вспоминал, что ему как «страстному любовнику» было очень тяжело не предъявлять супружеских прав. Далее молодожёны проехали в Сан-Себастьян и Бильбао, где удостоились неофициальной аудиенции у нового испанского короля, и провели в его обществе неделю во время официального визита в Португалию. Как и обычно у Олифанта, совершенно невозможно установить, было ли это разведывательным заданием под прикрытием редакции «Таймс» или поручением Форин-офиса «присмотреться» к Амедею I. Младший брат Элис — Чарльз Лестрейндж — состоял в свите адмирала Ялвертона, чья эскадра сопровождала визит. В 1873 году по желанию «пророка» Олифант уволился из «Таймс» и вместе с женой и матерью вернулся в Броктон. Как было принято в Братстве, супругов разлучили, и Элис начала «учиться смирению», хотя иногда Харрис позволял им провести вместе отпуск, как было летом 1874 года.
Зимой 1873 года Т. Харрис решил вложить деньги в высокие технологии своего времени, поучаствовав в прокладке подводного трансатлантического телеграфного кабеля. Идея заключалась в том, чтобы организовать британское юридическое лицо на территории Канады, проложить кабель между Ньюфаундлендом и Ирландией (улучшенную модель стала производить лондонская фирма Сименса), а далее передавать наземными линиями сообщения в США. Для этого требовалось постоянное взаимодействие с канадскими властями; Олифант был командирован в Торонто, причём ему даже было позволено взять с собой Элис. Восстановив знакомства полученные ещё во времена Элгина, Олифант лоббировал принятие канадским парламентом закона о подводной электрической связи, который бы запрещал монополию на данный вид услуг. В мае 1874 года законопроект рассматривался канадским Сенатом, но был признан находящимся в компетенции Парламента метрополии. Министр колоний лорд Карнарвон во время парламентских прений указал, что «нет никаких практических причин» вмешиваться в дела доминиона, и монополия на трансатлантический телеграф перестала существовать. На Уолл-стрит была зарегистрирована фирма United States Cable Company, исполнительным директором которой Харрис назначил Олифанта. Новоиспечённый директор собирался выкупить часть акций фирмы Филда, и активно учился биржевой игре и правилам американского бизнеса, хотя в переписке указывал, что всё это ему глубоко антипатично, и по британскому праву (и здравому смыслу) «всё это является мошенничеством». Летом 1874 года на привлечённые средства кабельное судно «Фарадей» проложило 550 миль кабеля по дну океана от Новой Шотландии (Тора Бэй) до Нью-Гэмпшира (Ри Бич). Летом 1875 года «Фарадей» уложил 2400 миль кабеля от Тор Бэй до Ирландии, и с сентября кабельная линия была введена в эксплуатацию. Элис и Мария Олифант до начала 1876 года были изолированы и от Лоренса, и от остальной общины, выращивая цыплят.

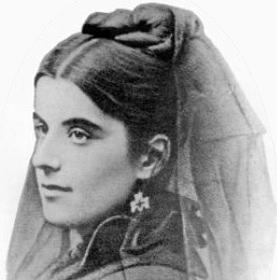
Элис Олифант

В 1876 году Элис перевели в дом «пророка», который в тот период активно модифицировал своё учение. К тому времени он объявил, что сочетает в себе божественную и человеческую природу (высшей ступени духовного развития он «достиг» четырнадцатью годами ранее), поэтому Второе пришествие осуществилось в его лице, но не закончится страшным судом. Он также «прозрел», что Элис является земным воплощением Небесной Лилеи, а когда он с нею воссоединится, тогда грехопадение Адама и Евы будет искуплено. Члены братства стали активнее практиковать ритуалы «совместного дыхания», и, например, Олифанту было объявлено, что он тоже достиг высшей ступени своего развития и его телесная оболочка соединилась прямым каналом с «небесным двойником» по имени Алавини. Ещё в 1875 году было решено основать филиал Братства в Калифорнии, соединённой с Восточным побережьем трансконтинентальной железной дорогой. Предполагалось, что там также будут разбиты виноградники, но новое поселение было объявлено Харрисом «подходящим для высших духов нисходящих с небес», а может быть и «Бога, снизошедшего в Новый Эдем». Калифорнийский филиал финансировался из общего Броктонского фонда, и был очень небольшим: первыми отправлялись сам Харрис, миссис Рики с 11-летним сыном, и японцы Нагасава и Араи. Нагасава был принят японским консулом в Сан-Франциско Такаги Сабуро, прибывшим в США вместе с Мори Аринори, и оказал большую помощь в выборе идеального места для виноградника. Таковое обнаружилось близ Санта-Розы в округе Сонома. Было куплено 1000 акров земли и построен четырёхкомнатный коттедж для самого Харриса. Далее для «пророка» соорудили 20-комнатный каменный особняк с газовым освещением и отоплением, горячим водоснабжением, столовой, вмещающей 100 человек, и библиотекой в 8000 томов, основу которой составило книжное собрание Олифантов. В октябре 1876 года Элис получила повеление перебираться в Калифорнию, однако и Мария, и Лоренс Олифанты должны были оставаться в Броктоне, прервалась и переписка супругов.
Судя по его переписке, во второй половине 1876 года Олифант боролся за выживание United States Cable Company, чувствовал себя одиноким и был глубоко озабочен собственным будущим. Во время очередной деловой поездки в Лондон он встретился с кузеном Артуром Олифантом, который служил тогда в администрации «туземного княжества» Хайдарабад. Лоренс получил приглашение премьер-министра княжества — сэра Салаха Джанга — участвовать в работе над конституцией и даже пригласил в Хайдарабад. Это вызвало сильное раздражение вице-короля лорда Литтона, который в законодательном порядке запретил Олифантам посещать Индию, причём Артур был уволен. Свою личную судьбу Лоренс связывал с февральским собранием акционеров в Нью-Йорке в 1877 году, после чего намеревался ехать в Калифорнию вызволять жену. Совет директоров оказался в руках недоброжелателей Харриса, в результате Олифант был уволен с поста директора. Когда он вернулся в Броктон, там ожидали сошествия Лилеи и воссоединение с ней «пророка». За 1876 и 1877 годы Лоренс опубликовал две сатирические заметки в журнале Blackwood’s, посвящённые нравам на Уолл-стрит.

## Палестина (1878—1888)

### Новые планы

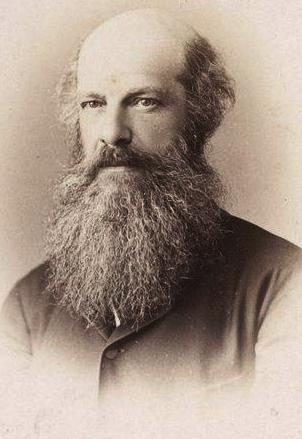
Олифант в 1880-е годы

Очередная смена жизненных приоритетов Лоренса Олифанта наметилась весной 1878 года под воздействием эмоционального потрясения: когда он весной поехал без спроса в Санта-Розу, «пророк» Харрис запретил Лоренсу встретиться с Элис. Олифант писал Блэквуду, что «придётся поменять общество мошенников на общество овец», и выехал в Англию. В Лондоне он засел за проект возвращения евреев в Святую землю («поколением раньше Теодора Герцля»). Э. Тейлор утверждала закономерность проекта Олифанта, в котором соединялись стратегические интересы Британской империи и религиозность викторианской элиты. 14 ноября 1878 года датировано письмо Олифанта министру иностранных дел лорду Солсбери, где проект репатриации евреев подан как элемент решения «восточного вопроса»: после очередной русско-турецкой войны Британия срочно изыскивала плацдарм на Средиземноморье, среди вариантов рассматривались Крит, Кипр или Хайфа. Блэквуд в дневнике отмечал, что «Олифант стал наконец-то похож на того себя, каким он был до встречи с Харрисом». Идеи Олифанта нашли сочувствие у Дизраэли и даже Принца Уэльского Эдуарда, поэтому он получил паспорт, позволяющий передвигаться по всем территориям Османской империи. Последнее было одобрено внешнеполитическим ведомством Французской республики: на Берлинском конгрессе Франция уступала Британии Кипр в обмен на исключительные права на Сирию. Принц Уэльский пригласил Лоренса на частный приём в Садрингеме, где присутствовали австрийский посол, Дизраэли и лорд Солсбери. В Бейрут Олифант выехал в январе 1879 года, взяв с собой охранника и проводника капитана Фиббса, видимо, представляющего разведку, а также трёх слуг. Их целью стал Галаад — почти миллион акров пустующей, но при этом в перспективе плодородной земли, которая официально была в собственности османского правительства.
Губернатором Дамаска, к вилайету которого относились земли Галаада, был давно знакомый Олифанту Мидхат-паша, у которого Олифант гостил три недели. Османский политик признал проект жизнеспособным и брался лоббировать его в Стамбуле, куда англичанин прибыл в мае 1879 года. Первоначально он был встречен со вниманием, отчитываясь Дизраэли, что его принял великий визирь Хайреддин-паша и министр общественных работ. Османских чиновников интересовало, как инициатор проекта собирается приводить еврейских колонистов в османское подданство (это было непременным условием турецкой стороны) и как получится развернуть финансовые потоки западных христианских фондов с Балкан на Палестину. Олифанта поддерживал британский посол Генри Лейард, поселивший его в своём доме; Лоренс восстановил знакомство с другом детства по Цейлону Валентином Бейкером, который служил в османской армии. Впрочем, процесс резко застопорился: сменилось правительство, султан не назначал аудиенции, и осенью 1879 года Олифант взялся за написание книги «Земля Галаада», чтобы привлечь сторонников для своего проекта. Далее он поехал в Румынию, где, вопреки решениям Берлинского конгресса, еврейское население не получило гражданства и подвергалось гонениям, рассчитывая сразу наладить поток колонистов. Из-за ухудшения британо-турецких отношений, деловой завтрак Олифанта с султаном Абдул-Хамидом был устроен только в апреле 1880 года. Описание аудиенции оставила в дневнике леди Лейард: Олифант был крайне экзальтирован и разразился потоком брани на заявление султана, что сам он одобряет проект еврейской колонизации, но не может пойти против своего правительства. Подаренную ему табакерку Лоренс поначалу отказался брать. Лейард в переписке также утверждал, что «Олифант всё испортил». Неудивительно, что после возвращения в Англию он занял резко антитурецкую позицию, о чём свидетельствует статья, опубликованная 11 июня 1880 года в Jewish Chronicle. В том же номере было напечатано открытое письмо евреев Бухареста, желавших переехать в Палестину, собравших на это 1600 фунтов стерлингов, но им требовалась ещё тысяча. Ответное письмо Олифант поместил в Athenaeum. Так началось сотрудничество главы Бухарестского комитета Йозефа Вайнберга и посланника в Лондоне Элиэзера Рокеа — первых еврейских активистов, которые на практике начали алию.
В ноябре 1880 года вышла в свет книга «Земля Галаада», а в Лондон 1 ноября приехала Элис, уже через две недели приглашённая к Принцу Уэльскому на приём в Садрингем. Олифант к тому времени испытывал слабость и головные боли, и на приём, где присутствовал новый премьер-министр Гладстон, не попал. Элис, привыкшая к тёплому климату, немедленно заболела бронхитом. Медики отправили зимовать супругов в Египет, где они выбрали Фаюм, очень далёкий от туристической инфраструктуры того времени, впрочем, хедив распорядился поселить их в губернаторском дворце. Итогом пребывания в стране Нила стала книга «Земля Кеми», которая свидетельствует, что Лоренс и Элис вели себя как обыкновенные туристы. Пребывание в Египте не улучшило самочувствие Олифанта, но это искупалось совместной жизнью с Элис. После возвращения в Англию весной 1881 года Олифанты сняли дом в Виндзоре, рядом жила дальняя родственница — писательница Маргарет Олифант, и Лоренс занялся возвращением состояния, которое он сам с матерью передал в руки Т. Харриса. Деньги были нужны для постоянного проживания в Палестине, реализации проекта колонизации, а также содержания матери: остававшаяся в Броктоне Мария Олифант была больна раком. Путешествие в Санта-Розу (Элис осталась в Англии) оказалось катастрофическим: при личной встрече Олифанта и Харриса тема денег по поднималась вовсе, а Томас с Лоуренсом яростно скандалили, в том числе из-за того, что Олифант обнаружил кольцо своей матери у одной из послушниц общины. Леди Олифант, которую сын отвёз на воды Гейсервилла, впала в кому и скончалась 25 октября. Перед смертью она пришла в сознание и заявила, что её зовёт «сэр Энтони в окружении ангелов». Друг семьи Джеймс Уокер возбудил против Харриса судебное дело по возвращению земель и денежных вложений. В конце концов под угрозой досье, собранного Олифантом, «пророк» подписал передаточный акт на 900 акров земли в Броктоне на имя Лоренса. Для бывших единоверцев Олифант стал «худшим отступником со времён Искариота», а Артур Катберт даже расстался с женой, поддержавшей Лоренса. В одном из частных писем Харрис прямо заявил, что «процесс убил бы меня», и попытался воздействовать на Элис, убеждая, что Олифант «невменяем» и его следует поместить в сумасшедший дом. Тон писем самой Элис ровный, друзьям она сообщала, что «мужа дела задержали больше, чем он рассчитывал», а на призывы Харриса она не ответила вовсе. В Англию Олифант возвращался через Аризону, Нью-Мексико, Техас, Новый Орлеан и Гавану.
15 февраля 1882 года в «Таймс» вышло открытое письмо Лоренса Олифанта, в котором говорилось, что беженцы от погромов в Лемберге и Бродах не желают переселяться в США, где подвергнутся ассимиляции, а предпочли бы ехать в Палестину. Это письмо широко распространилось по местечковой прессе черты оседлости, причём некоторые общины объявляли Олифанта чуть ли не Машиахом. В марте Лоренс и Элис отправились в европейское турне по еврейским общинам, несмотря на плохое самочувствие обоих. В Берлине их приняли наследный принц Пруссии и его супруга и британский посол Одо Рассел, лорд Эмптхилл. В Вене приём был конструктивным, к Лоренсу обратился один из первых сионистов и влиятельный публицист Перец Смоленскин, который договорился о широкой пропаганде колонизационного проекта Олифанта. В апреле супруги добрались до Бродов, где скопилось около 1200 беженцев, стремящихся в Эрец-Исраэль. Однако комитет по помощи, собранный в Лондоне, поручил ему отобрать именно тех евреев, которые согласятся ехать в США и «подходят для этого наилучшим образом». К маю число потенциальных переселенцев возросло в десять раз, что требовало 5000 фунтов стерлингов в неделю, исходя из расчёта: 10 фунтов на душу переселенца в США и 2 — на палестинского поселенца. В конце концов Олифант и образованный вновь Всемирный альянс за Землю Израильскую составили манифест, в котором призывали евреев не двигаться с места не менее четырёх месяцев, пока не будут устроены все беженцы из Лемберга и Бродов. Лоренс после этого вышел из состава комитета и решил перебираться в Палестину.

### Хайфа

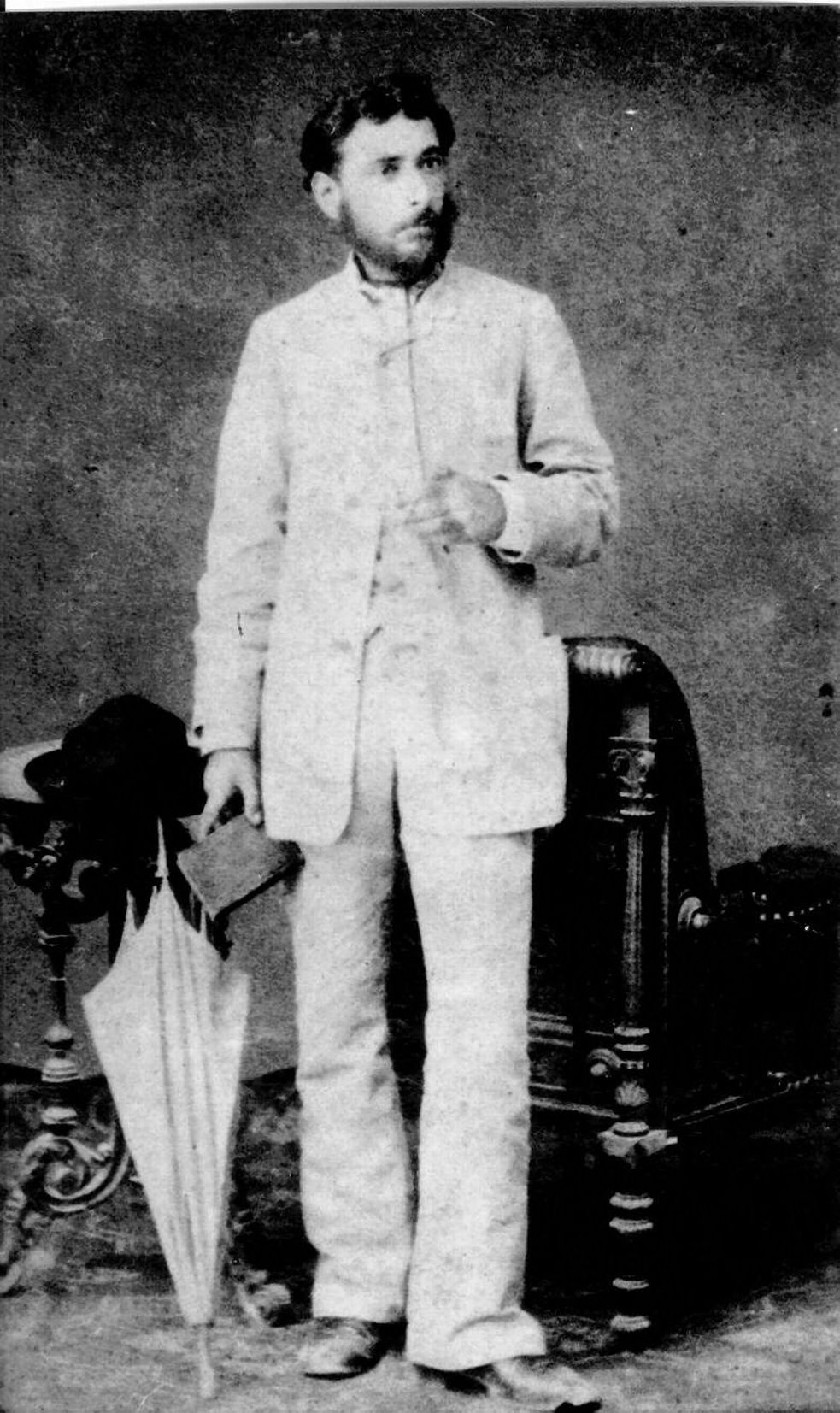
Нафтали Имбер — секретарь Л. Олифанта

В мае 1882 года Лоренс и Элис Олифанты отправились из Галиции в Румынию, а оттуда в Стамбул. В Яссах они присутствовали на конференции румынских евреев-переселенцев; Лоренс произнёс речь по-французски и был избран в Центральный комитет и уполномочен на переговоры с султаном. Однако политическая ситуация была крайне неблагоприятной: в мае 1882 года Порта выпустила указ об одобрении еврейской миграции только после принятия новыми поселенцами османского подданства со строгим запретом селиться в Иерусалиме с окрестностями. Обуреваемый мистическими настроениями Олифант и в этом случае сильно навредил своему делу: во-первых, попытавшись встретиться с цадиками из Черновиц (хасиды «отпугивали» эмансипированных евреев нового поколения), во-вторых, опубликовал в газете Jewish Chronicle статью, где со ссылками на Коран доказывал, что возвращение евреев в Иерусалим приведёт к «гибели ислама». Мозесу Гастеру он писал, что следует максимально удерживать румынских евреев дома, ибо англо-египетская война отодвинула решение еврейского вопроса на неопределённый срок. Впрочем, Олифант нашёл юридическое обоснование быстрого переселения румынских евреев: до Берлинского трактата все жители Румынии были османскими подданными, а не получив румынского гражданства, еврейская община юридически осталась в подданстве дома Османа. Эта схема действительно сработала и осенью 1882 года в Палестину прибыли первые колонисты. Однако в условиях войны в Египте британское происхождение Олифанта вредило его делу, новые запросы в Порту пришлось отдавать через американского посла Уоллеса, автора «Бен-Гура». Супруги отправили в Броктон пятьдесят еврейских семейств и обзавелись секретарём-полиглотом Нафтали Имбером. Гимн «Ха-Тиква» он написал именно на службе Олифантов.

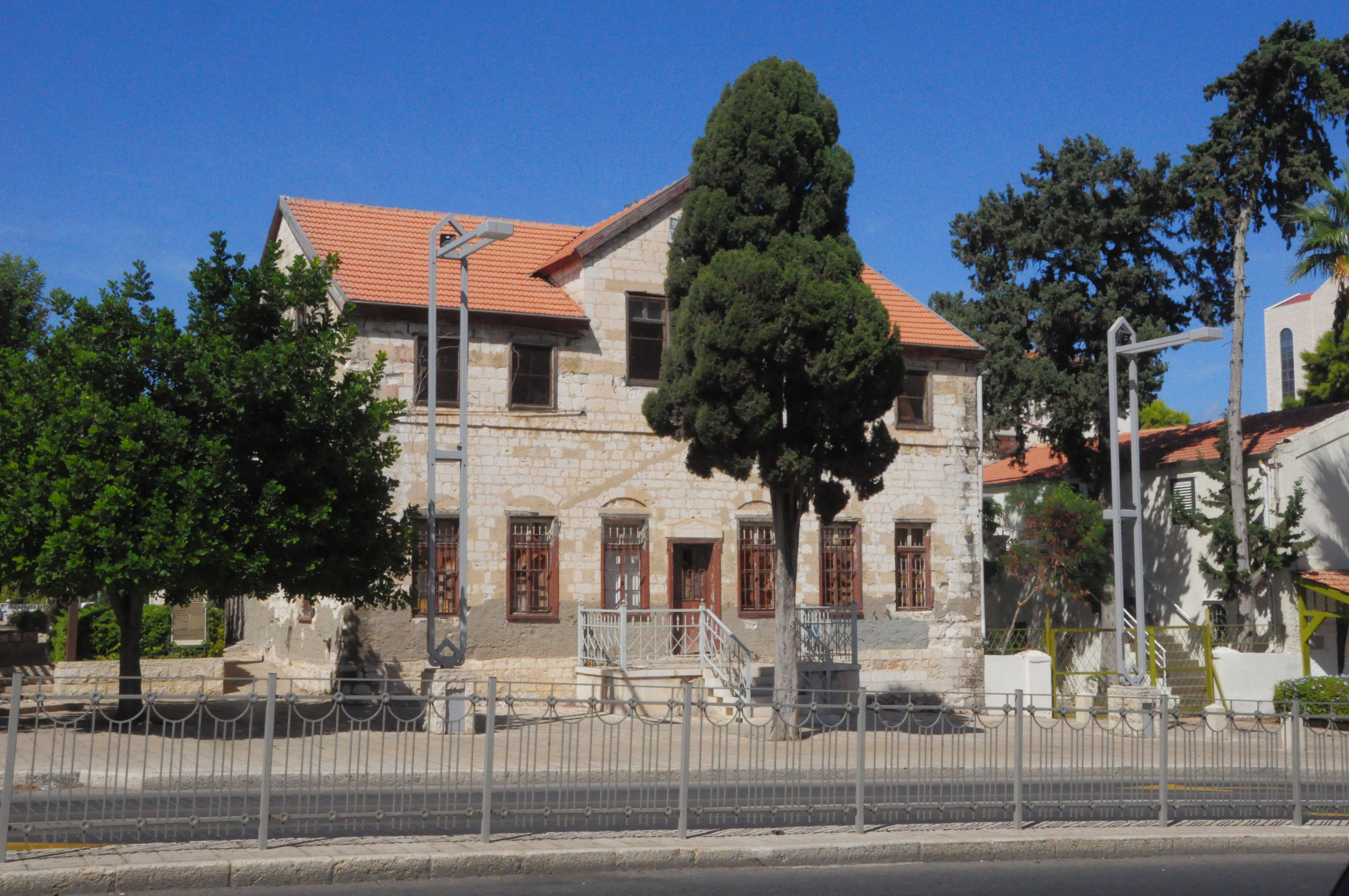
Дом Олифанта в Хайфе. Фото 2012 года

В октябре 1882 года Олифанты обосновались в Хайфе, приобретя недвижимость в немецкой колонии евангелистов, ожидавших Второго пришествия, так называемом «Тамплиерском квартале» в миле от арабского города. Поселились они рядом с главой колонистов Готлибом Шумахером, дом ранее принадлежал Карлу Олдорфу, который переехал в Акко; в течение года Олифанты арендовали его, а затем выкупили. При доме имелся виноградник, но вывезенные из Германии лозы страдали от грибка, и Лоренс заменил их устойчивыми к заболеваниям калифорнийскими. В Хайфе имелись все привычные удобства: библиотека, хороший отель, клуб с фортепиано, на котором играла Элис, в море была выгорожена защищённая купальня. Колонисты-вюртембергцы открыли две мельницы и мыловаренный завод, работающий на местном оливковом масле, продукция которых сбывалась в США. Транспорт до Акко ходил четыре раза в день, имелась телеграфная линия. После прибытия Олифант получил редакционное задание от газеты New York Sun, возглавляемой его другом Чарльзом Дана. Еврейская колония не процветала: поселенцы были непривычны ни к климату, ни к земледельческому труду, и Олифант обратился к Ротшильдам, взявшим колонию под своё управление, на этом завершился палестинский проект Лоренса. Дом находился на попечении Элис, под руководством которой в 1883 году он был существенно расширен и перестроен. Супруги купили лошадь, корову и свинью, завели собаку. После переезда друзей из Калифорнии жили коммуной в едином ритме: подъём был в половину седьмого утра. Элис отвечала за готовку, а после обеда давала желающим уроки немецкого языка и музыки. По вечерам устраивали литературные чтения или приглашали соседей. Спальня Олифантов выходила на гору Кармель, была выкрашена лавандовый цвет, а занавески были тёмно-синими. Участники коммуны — так называемого «Хаузхолда» — практиковали и некие ритуалы, к которым приобщали и Нафтали Имбера, считая его средством «возрождения своей расы». Намёки на эти ритуалы содержались в книге «Симпневмата», опубликованной в 1885 году. Гостем в «Хаузхолде» в сезон 1883 года оказался старый севастопольский знакомый — генерал Гордон, находившийся тогда в религиозных поисках. Он заинтересовал Олифанта суданскими махдистами, к движению которых Лоренс отнёсся очень серьёзно. В жаркий сезон 1883 года Олифанты поселились в палатке на вершине горы Кармель, а в сезон 1884 года построили там деревянную дачу, чтобы пережидать время лихорадки. Подъём туда занимал четыре с половиной часа, и Элис возили на носилках, ибо её самочувствие ухудшалось. Далее они приобрели виноградник и сад в друзской деревне Дальят-аль-Кармель на 1800-футовой возвышенности. Несмотря на неортодоксальную духовность, Элис соблюдала викторианские приличия и отказалась встречаться с герцогом Сазерлендом, ибо он прибыл в Палестину в обществе любовницы. Герцог изучал вопрос строительства железной дороги в Сирии и южнее. Гонорар от нового романа Олифанта «Альтиора Пето» позволил приобрести 2000 акров хорошо орошаемой земли на трассе проектируемой дороги.

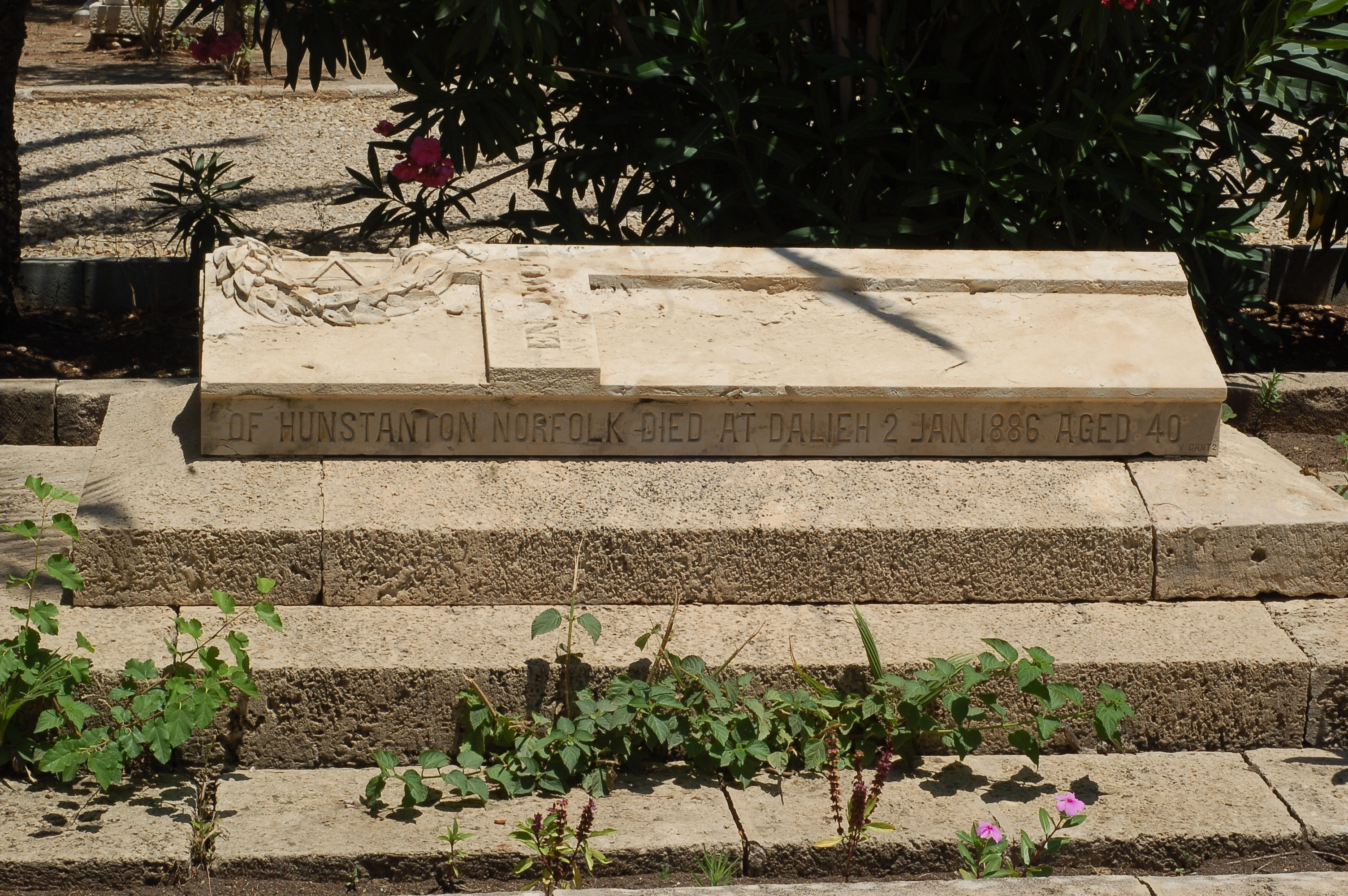
Надгробие Элис Олифант в Хайфе

В ноябре 1885 года Элис и Лоренс отправились в Тверию, откуда планировали путешествие по библейским святыням. Осенние дожди усугубили положение миссис Олифант. В Капернауме последовал сильный лихорадочный пароксизм. 16 декабря они поехали в Дальят готовить дом к Рождеству, 18 декабря последовал сильный приступ «ревматической лихорадки». Американский врач Мартин (тоже член «Хаузхолда») из-за дождей смог добраться до Элис лишь к 26 декабря, застав её в бреду. Гомеопатические средства не помогали, тогда обратились к лаудануму и кофе. В день Нового года Элис Олифант пришла в сознание, но была очень слаба и умерла вечером 2 января 1886 года в сорокалетнем возрасте. Гроб изготовили соседи — немецкие колонисты, а для перевозки тела в долину арабский губернатор отрядил вооружённых людей. Элис похоронили в саду, ориентировав надгробие на гору Кармель. Олифант находился в шоковом состоянии, а затем стал утверждать, что теперь они с покойной женой «связаны более прочными узами, чем на земле».

### Жизненный финал

Розамонд Дейл Оуэн — вторая жена Лоренса Олифанта

Овдовевший Олифант избавился от животных, сохранив дома в Хайфе и Дальяте, после чего отправился в Англию. Внешне он мало изменился, сохранив внешнюю жизнерадостность и чувство юмора, в Лондоне он предпочитал общаться с членами клуба «Атенеум». В июне он был поражён лихорадкой, тогда он находился в Виндзоре, и его выхаживала принцесса Елена. 4 октября он был приглашён на обед к королеве Виктории в Балморале как специалист по России. Далее он вернулся в Хайфу, где «Хаузхолдом» руководил пастор из Линкольншира Хаскетт Смит, принявший веру Лоуренса. В течение 1887 года он постепенно пришёл в себя после смерти жены и уже не столь настойчиво заявлял о постоянной духовной связи с ней. Летом 1888 года Лоренс поехал в Париж, где друзья обратили внимание на его измождённый вид: желудок его не принимал никакой пищи, кроме отваренного риса. Окружающие считали, что он практикует аскетические практики, не подозревая о тяжёлом заболевании. В обществе спиритов Олифант узнал о существовании Розамонд Дейл Оуэн, и тут же заявил, что это его «небесная жена», сразу же отправившись в Нью-Йорк. Розамонд была внучкой знаменитого утописта Роберта Оуэна, проживавшей в Индиане в городе Нью-Хармони. Её отец Роберт Дейл Оуэн принял американское гражданство, избирался в Конгресс и был одним из основателей Смитсоновского института; дядя — Дэвид Дейл Оуэн — основал в Индиане отделение Геологической службы США. Все Оуэны жили в едином доме-коммуне, который одновременно был школой для подрастающего поколения. Розамонд довольно рано обособилась от семейства, в семидесятые годы подолгу жила в Великобритании, и, заочно зная Олифанта, быстро согласилась последовать за ним в Палестину. В автобиографии, написанной в 1930-е годы, она характеризовала Лоренса как «человека огромного обаяния, со светскими привычками и вкусом к элегантности», с большим чувством юмора, но при этом властного. По пути в Англию она согласилась стать его женой. 8 августа (по другой версии, 16-го числа) 1888 года они обвенчались, намереваясь сразу отбыть в Хайфу.

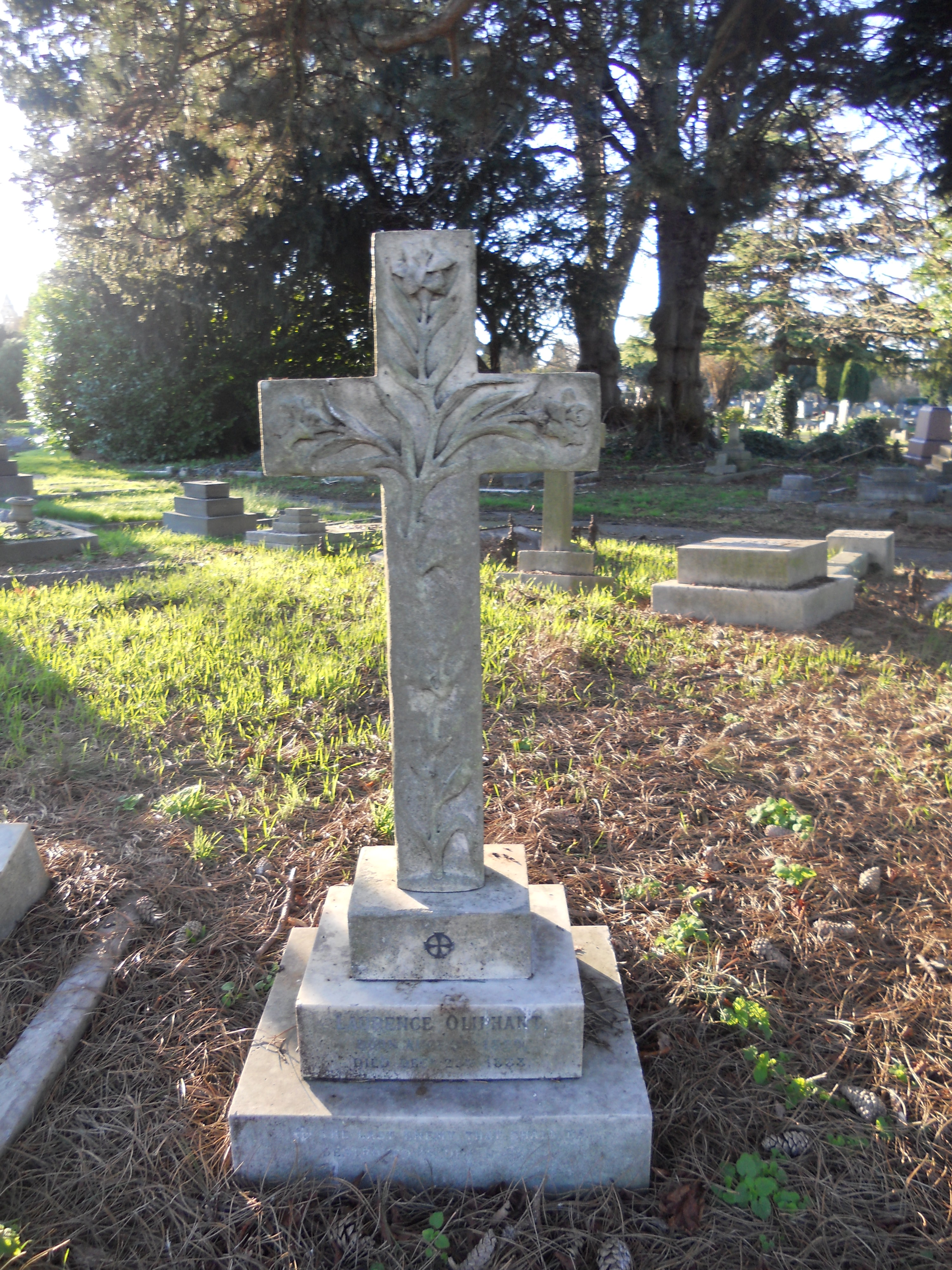
Надгробие Лоренса Олифанта. Фото 2014 года

Скоропалительный брак вызвал в лондонском обществе осуждение: Розамонд не была красавицей, понятия не имела о модах и этикете, казалась «неуклюжей». Их безмятежная совместная жизнь фактически составила двое суток: Лоренс потерял сознание и стал задыхаться; болезнь была диагностирована как «плеврит». В сентябре сэр Маунтстюарт Грант-Дафф приютил пару в своём поместье Йорк-хаус. Бывший губернатор Мадраса был одним из конфидентов Олифанта, в частности, посвящённый в историю с Харрисом. У одра больного собирались друзья, несколько раз был Блэквуд, который потом сообщил, что самого Лоренса неприятно поразило отсутствие Маргарет Олифант. Из Палестины приехали Х. Смит и Н. Имбер. 23 декабря Олифанта не стало, причиной смерти, предположительно, стал рак лёгких. Похороны прошли 27 декабря 1888 года на Новом Твикнемском кладбище; по описаниям, процессия двинулась от резиденции сэра Грант-Даффа близ Ричмонда в 11:45. Панихида была отслужена в кладбищенской часовне по чину англиканской церкви, провожавших было очень мало, включая двух кузенов, также носивших фамилию Олифант, а также шурина Лестрейнджа.

## Литературные и религиозно-философские труды

### Лоренс Олифант — литератор

#### Путевые записки
В середине XIX века Олифант получил некоторую известность как писатель в жанре травелога, соединяющий (по выражению Айры Наделя) «точное документальное описание, пропущенное через личные чувства», при этом его восприятию была свойственна «приятная наивность». Такой же метод использовался и при написании социальных романов — сатирических и обличительных, первым из которых стал «Пикадилли» (1865). Как в его репортажах, так и в литературных произведениях А. Надель усматривал стремление преодолеть отчуждение между «активной и созерцательной сторонами жизни». В автобиографии он подчёркивал, что большинство людей более или менее сознательно ведут двойную жизнь — внешнюю, событийную, и внутреннюю. Олифант уподоблял внешнюю жизнь театральной сцене с разыгрываемым на ней спектаклем; таким образом, его стремление к экстремальной стороне бытия, главным образом, на войне или в социальных конфликтах, являлось поиском отражения истинного человеческого бытия. Для викторианской эпохи подобные декларации не являлись оригинальными (нечто подобное в своей автобиографии высказывал Милль), однако избранный Олифантом путь решения проблемы оказался религиозным.
Вышедшая в 1852 году книга «Русские берега Чёрного моря» привлекала английскую публику новизной предмета: Южная Россия и Крым были почти неизвестны в те времена. В 1854 году вышло четвёртое издание книги, очень актуальной в пору Крымской войны. Описание путешествия по России вызвало негативный отзыв современного журналиста Сёрена Гогера. Для англичанина 1850-х годов маршрут Нижний Новгород — Дубровка — Новочеркасск — Таганрог — Керчь — Севастополь — Одесса являлся «соблазнительно необычным». Однако, как выразился С. Гогер, «Олифант представляет самый неприятный тип автора-путешественника», ибо он велеречив, избирая при этом «самые утомительные для описания предметы». «Бесконечные страницы посвящены таким захватывающим темам, как промышленное производство, торговые пути и логистика, минеральные ресурсы и — эта одержимость имперских посланников со времен Древнего Рима! — качество дорог». Любой мелкий дискомфорт выводил странника из себя, вызывая раздражённые описания, при этом любые особенности, не укладывающиеся в привычный опыт, характеризовались как комические или «варварские». В Нижнем Новгороде его раздражал колокольный звон. В очерке «Дубровка» привычка русского населения купаться без одежды истолкована как иллюстрация «русского духа в целом», и как характеристика «поверхностной цивилизованности», где в обществе много «пустых условностей», а на самом деле начисто отсутствуют «честь и мораль, необходимые для общественного благополучия». Назойливыми являются сравнения всего увиденного с Британией (и непрестанные сетования на недоступность британского комфорта), хотя единственный раз Олифанту что-то понравилось в России: местная привычка пить чай с лимоном. При описании Одессы один абзац посвящён беглой характеристике «русской Флоренции», финальный абзац — жалобам на таможенное начальство при выезде из города, и две с половиной страницы заняты описанием логистики вывоза зерна через Одесский порт. С. Гогер завершает свой очерк следующей сентенцией: «Путевые заметки лучше всего пишут те, кто снисходит до купания в реке с туземцами». Исследователь Димитрий Кассис в этом контексте отмечал подчинённость взглядов Олифанта-путешественника общей антироссийской установке: целью автора было продемонстрировать, что Россия — это часть Востока, враждебного интересам Великобритании. В этом плане его путешествие было противоположно традиции «гран-туров», ибо целью последних всегда было обнаружение неких «уголков Аркадии» в ещё не освоенных джентльменами заповедных уголках Европы. Напротив, «варварская Россия» враждебна путешественнику-дилетанту, и может послужить только для целей разведки или научного исследования. Именно этим объясняются назойливые сопоставления с Британией — просвещённое общество Великобритании онтологически противопоставляется российской действительности. Имперское общество, согласно Олифанту, «аристократическое и экспансионистское», а русский абсолютизм противостоит «англосаксонской свободе и защите народных прав». Как выразился Д. Кассис, Россия Олифанта — это «антиутопическая страна, населённая опасными и дикими людьми».

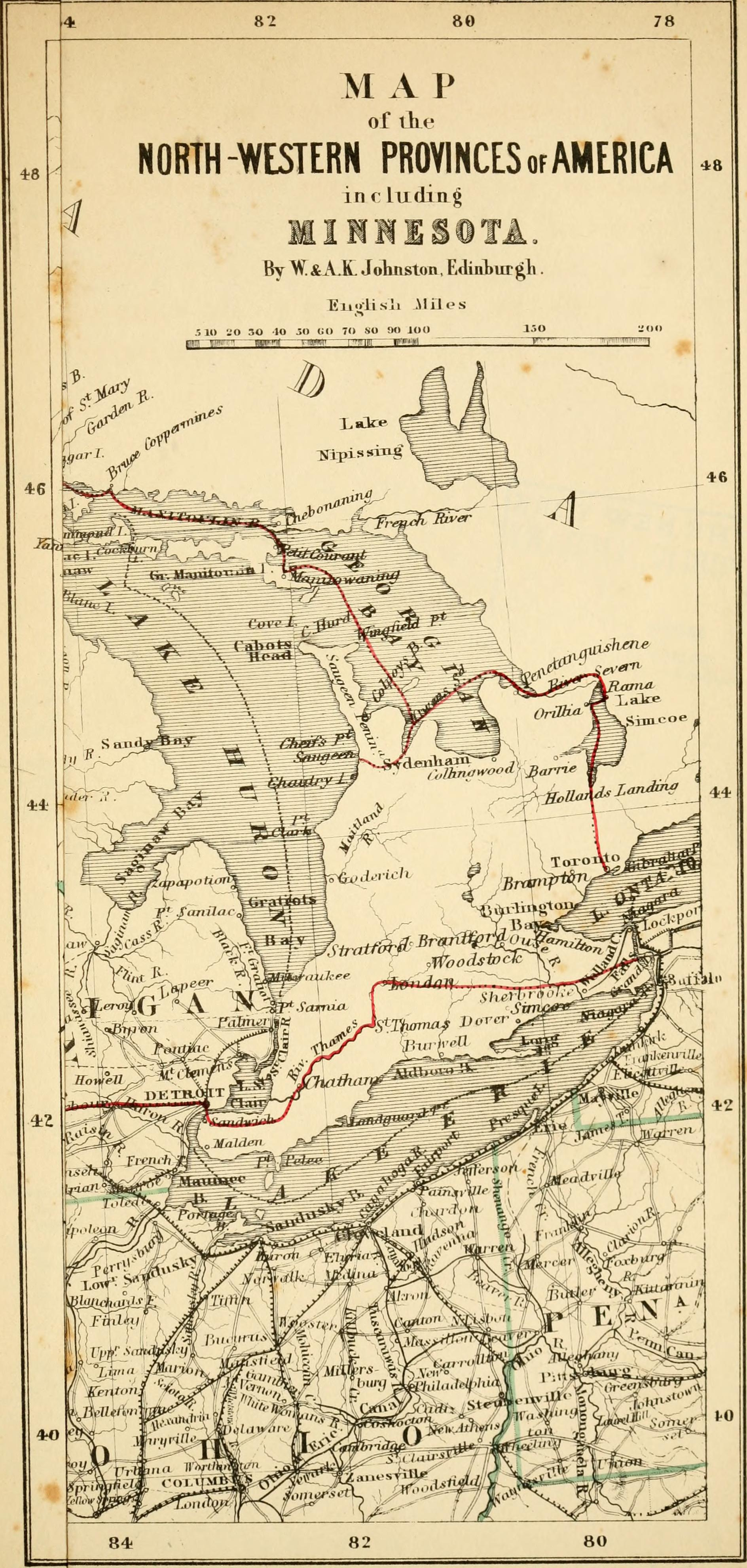
Карта путешествия по Миннесоте

В 1854 году Л. Олифант побывал в Миннесоте, сопроводив путевые записки собственноручно выполненными иллюстрациями. В долину Миссисипи он попал после миссии в Канаду, присоединившись к группе четырёх англичан и двух индейских проводников. В описаниях США много энтузиазма, создаётся впечатление, что он в известной степени идеализировал страну, по крайней мере, делая особый акцент на грандиозном будущем республики. Хватает и сравнений с Англией, обычных для путешественника. Так, обосновавшись в Сент-Поле, Лоренс писал, что темпы развития поражают: в 1847 году на месте города был торговый пост с неблагозвучным названием «Свиной Глаз» (Pig’s Eye), в 1849 году с основанием Территории Миннесоты пост преобразовался в город, в котором к 1854 году издавалось четыре ежедневных газеты, четыре еженедельника и четыре газеты, выходящие раз в три дня. То есть в городе, которому едва исполнилось пять лет, выходит ровно в два раза больше прессы, чем в Ливерпуле и Манчестере вместе взятых. Впрочем, как установил миннесотский краевед Фрэнсис Пруша, к маю 1854 года в Сент-Поле регулярно печатались лишь четыре ежедневных и еженедельных газеты. Однако это была сознательная стратегия повествования. Олифант прямо заявлял, что «противопоставляет Миннесоту остальному миру и даже другим планетам, предлагая дать шанс любым начинаниям в этом штате, какие только можно предложить».
Большой опыт пребывания на Ближнем и Дальнем Востоке, не считая юности, проведённой на Цейлоне, не сделал из Олифанта востоковеда. Главной темой его отчёта о путешествии в Китай и Японию (Narrative of the Earl of Elgin’s Mission to China and Japan in the Years 1857, '58, '59) является морализирование по адресу совершённого британцами. Олифант разделял цели колониальной экспансии, считая неразделимым понятия справедливости и британских национальных интересов. Описывая карательные акции в Гуандуне, где сжигались целые деревни, Лоренс прямо указывал, что это «справедливое возмездие», которое должно усилить уважение китайцев к «нашей цивилизации». При этом шотландский путешественник очень эрудирован, его путевые заметки носят энциклопедический характер, его изложение систематично и носит «полунаучный» характер. Европоцентризм очень характерен для описаний Олифанта: например, представляя читателям сады Сучжоу, расположенные на Великом канале, путешественник постоянно изыскивает английские аналоги; напротив, в японской части описания аналогий с Англией очень немного. Собственно описания деятельности лорда Элгина и хода посольства скудны, не являясь главным предметом книги. При этом путешественник подчёркивает «перегруженность» всех органов восприятия («как если бы на приёме тебя заставили съесть полное блюдо фуа-гра с трюфелями»), но очень оптимистичен по тону — Восток превзошёл все ожидания от него, и каждое новое впечатление становилось сродни открытию.

#### Романы

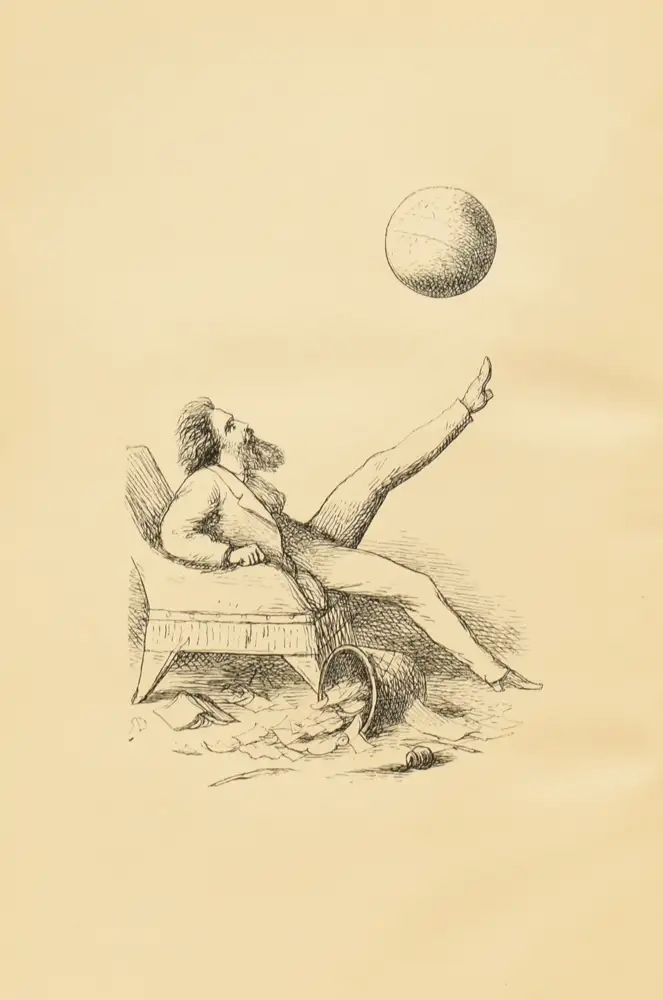
Иллюстрация Ричарда Дойла с фронтисписа издания романа «Пикадилли». Изображён джентльмен (возможно, сам Лоренс Олифант), подбрасывающий ногой глобус

Роман «Пикадилли» публиковался с продолжением в Blackwood’s Magazine, и в летний сезон 1865 года существенно повысил известность Олифанта в светском обществе Лондона. При этом владелец издания в течение пяти лет не решался выпустить книжное издание, оно последовало только в 1870 году. Писательница Маргарет Олифант считала этот роман «самым сильным» произведением Лоренса Олифанта. Для своего времени роман оказался новаторским: его автор за фасадом самодовольного благополучия лондонского света обнаружил жадность, тщеславие и страх. Роман он писал в той же стилистики жёсткого обличения, как и внешнеполитические корреспонденции. Завязкой романа выступает сцена, когда леди Бродэм предлагает руку своей дочери за самую высокую цену, и она достаётся «цивилизовавшемуся» индусу мистеру Чунданго. Далее леди Мундейн ухитряется выжать из представителя среднего класса Бодвинкля 1000 фунтов стерлингов — целое состояние — за то, чтобы на званый вечер к миссис Бодвинкль явились представители знати. Мистер Спиффи Голдтайп активно занимается махинациями на бирже. Однако мораль у романа двойственная: при всех отвратительных чертах человеческих характеров сам по себе мир клубов и дворцов на Пикадилли тёпл, весел, роскошен, полон соблазнов, удовольствий и волнения чувств. Центр этого мира — Кембридж-хаус, резиденция Пальмерстона, на субботние вечера к супруге премьера выстраивались очереди из карет, невзирая на дождь и слякоть. Главный герой — альтер-эго Олифанта — лорд Фрэнк Уэйнкур тоже стремится туда попасть и на первый раз так взволнован, что кладёт в карман две правые перчатки. В беседах с леди Верифраст лорд Уэйнкур излагает все олифантовские идеи того времени. Лорд начинает с резкой атаки на все организованные религии, особенно обличая христианское духовенство за то, что проповедуя «учение, способное спасти мир», даже не «пыталось его практиковать». Больше всего досталось евангелистам, прямо названным «шарлатанами». В «Пикадилли» Олифант ввёл термин «мирские святыни»: это тщеславие светского общества, которое неизбежно приводит к скандалам. Лондонский свет чужд христианству, ибо суть этого учения — в любви. «Постоянно подхалимствуя и обольщая друг друга, светские люди неудержимо поощряют ту атмосферу сдержанного высокомерия, которая так неприятна обществу в целом», требуя при этом, чтобы их юристы, банкиры и врачи были нравственными и придерживались христианской веры. «Они любят принимать вино из рук тех, кто придерживается здравомыслия».
В 1883 году Л. Олифант опубликовал свой второй роман «Альтиора Пето». Произведение печаталось с продолжением в Blackwood’s Magazine, продолжая «Пикадилли» по жанру, стилю и применяемым художественным средствам. В романе описывались лондонские приключения молодой американки Альтиоры, стремящейся «соединить свои трансатлантические деньги с благородным происхождением английского мужа». С точки приёма у критиков и размера гонорара «Альтиора» оказалась самым успешным прозаическим произведением Олифанта. Название романа — имя и фамилия главной героини — представляют собой латинский девиз Altiora Peto — «Взыскуя высшего». Впрочем, М. Олифант находила в романе «нарочитую экстравагантность», которая отвлекала читателей от любви и философской миссии Альтиоры. Самым интересным из персонажей критики признавали няньку Ханну, прототипом для которой, по-видимому, послужила одна из тружениц общины в Броктоне, старая американка с характерным сельским говором и способностями пророчицы.
В последнем романе «Масоллам» высмеивался Томас Харрис, это была история восточного духовного владыки, чья прекрасная дочь бежала от опеки родителя и стала женой его достойного ученика. «Масоллам» имел меньший успех, так как был переутяжелён обличениями порока и нудными пассажами о философии религии. Всё перечисленное понимали и современники; Маргарет Олифант считала описание нрава и характера Масоллама лучшей характеристикой Т. Харриса, хотя и созданной «в страсти, но после разочарования, низведя этого человека с высот морального превосходства на позицию наймита дьявола, интригана, лжепророка, орудия зла…». Подпавший под воздействие Масоллама молодой Реджинальд ощутил, «как вопиет Вселенная, моля о помощи», во имя которой единственно и следует отбросить всю предыдущую жизнь.

### «Симпневмата»

#### Животворные атомы
Согласно всем биографам Лоренса Олифанта, ключевые элементы его мистической доктрины коренились в учении Томаса Харриса, неважно, было ли то сознательным или бессознательным заимствованием. Ключевой термин «симпневмата» (sympneumata, от греческих корней σύνπνεύματα «со-дыхание») восходит к спиритуалистической доктрине Харриса, в которой важную роль играло понятие «Божественного дыхания», что имело и сугубо физическое измерение: совершая ритуал, его последователи с помощью ритмичного дыхания впадали в транс, якобы, позволяющий «общаться с Богом». Харрис учил о божественной андрогинности, ибо Бог соединяет мужское и женское начала. У каждого живого существа существует божественный двойник противоположного пола, с которым должно составлять пару. Соответственно, у Харриса существовал некий эзотерический ритуал, позволяющий отыскать истинного «небесного» брачного партнёра, однако за всё время существования «Братства» его прошли лишь Олифант и, предположительно, ещё один член секты Артур Катберт, которые были наиболее приближены к главе учения.
Собственное учение Олифанта было изложено в двух книгах. Очень оригинальной оказалась «Симпневмата», опубликованная тысячным тиражом за счёт автора в 1885 году, которую он прямо именовал «исповеданием веры». Бо́льшая её часть была продиктована супругой Лоренса Элис Лестрейндж методом автоматического письма, когда она «общалась с невидимыми психическими существами» на горе Кармель. Вторая книга, опубликованная в год кончины Олифанта, именовалась «Научная религия» и была более сжатым и пригодным для обычного читателя изложением «симпневматической доктрины», а также содержала разъяснение «атомного учения». Поскольку каждый человек составляется из структуры атомов, можно настроить резонанс со структурой ранее живших апостолов и церковных деятелей, используя для этого месмеризм и медиумизм. Впрочем, Олифант так и не отказался от христианства и идеи богодухновенности Священного писания, утверждая, что именно в Библии изложено самое совершенное из всех учений. Если разум человека достаточно подготовлен или личность достигла соответствующего уровня духовной эволюции, она может «внутренним оком» созерцать духовные существа и даже разумные атомы, которые в представлении Олифанта напоминают амёб. В мире разворачивается грандиозная борьба между духовными существами, стремящимися контролировать землю, человека и все вещи, и уничтожать все сущности «с противоположным знаком». Все «духовные амёбы»-атомы продуцируются людьми, чем выше духовный уровень (или «качества») каждого отдельного индивидуума, тем более рафинированные и всемогущие атомы ими порождаются, способствуя дальнейшему совершенствованию человечества. Битва позитивных и негативных атомов не утихает в духовном плане бытия ни на один день. Борьба атомов приводит косную материю в движение, вдобавок, более грубые «тёмные» атомы стремятся вторгаться в области, населённые более тонкими, светлыми и менее «агрессивными и прожорливыми» атомами. Так происходит борьба добра со злом, обеспечивая высший образец и инструментарий для духовного и физического преобразования материального мира. Подобно тому, как больной человек передаёт своё заболевание через дыхание (распространяя негативные микробы — «атомы»), так и духовно и душевно здоровый человек распространяет позитивные атомы. Ключом к овладению животворящей силой атомов выступает дыхательная практика, сводящая воедино сверхъестественные и физические процессы. В процессе совместного дыхания участники действа могут вдыхать в своего партнёра «животворные атомы». Со временем это позволит воспроизводить высшие человеческие существа без низменных физиологических процессов и отказаться от деторождения, образовав «симпневматические группы», живущие в «атомарном единстве» по истинным заповедям Христовым. То есть Олифант произвёл соединение сотериологии и симпневматики, объявив, что его истинной целью является развитие высших существ, генерирующих положительные атомы, готовя человечества к переходу на высшую ступень эволюции.
Ни в «Симпневмате», ни в «Научной религии» не дано определения процесса «со-дыхания», несмотря на подробнейшее описание высших целей учения и обоснования его практик. Об этом учении упоминал в своей «Истории спиритуализма» Артур Конан Дойль. Личностью и учением Л. Олифанта интересовался Рудольф Штейнер, который в одной из своих лекций заявил, что «кармическим двойником» англичанина являлся Овидий. Высокую оценку трудам Олифанта давала Е. П. Блаватская, называвшая его за труд «Земля Галаада» «один из лучших писателей Англии…, гораздо глубже знакомым с внутренней жизнью Востока, нежели большинство авторов и путешественников, писавших на эту тему» (статья «Ламы и друзы»). Также он утверждала (в статье «О псевдотеософии»), что олифантовское понимание Христа практически идентично теософскому.

#### Божественная андрогинность

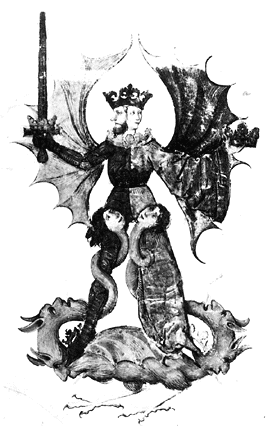
Изображение алхимического андрогина-ребиса XV века из собрания Баварской государственной библиотеки

Концепция андрогинности, которой посвящено немало места в мистических трудах Олифанта, присутствовала в контексте британской неортодоксальной религиозно-философской мысли XIX века. Популярность этой концепции сообщил Сведенборг в трактате 1768 года Delitiae sapientiae de amore conjugiali; post quas sequuntur Voluptates insaniae de amore scortatorio, переведённом на английский язык в 1794 году. Некоторое сходство с доктриной Олифанта можно отыскать и в мормонизме, оперирующем понятием андрогинности Адама до грехопадения.
Основное учение об андрогинности Олифанта содержится в биографии Маргарет Олифант. Впрочем, ещё в «Симпневмате» содержатся ссылки на Книгу Бытия и Каббалу для доказательства андрогинности божественной природы. Термин «Элохим» обозначает «двойственность божественной природы, множественное число которого — двоица». Равным образом, и в Каббале утверждается «двойственность каждой психической формы». Именно поэтому душа, будучи образом и подобием Божьим, андрогинна в изначальной форме, но опускаясь в юдоль земную, разделяется на две части, которые воссоединяются через брак или после физической смерти. До грехопадения андрогинное человеческое существо не испытывало душевно-телесного конфликта, сила Божья напрямую определяла эмоциональный, умственный и физический облик. В «Научной религии» более или менее явно описано такое существо: оно не напоминает двуглавца алхимических образов. У истинного андрогина мужская или женская внешность, но внутренняя природа основана на противоположном начале, мужские и женские атомы в равных пропорциях пронизывают его тело. В Эдеме поток божественной энергии определяет развитие андрогинного существа, которое размножается «в божественных условиях, без страсти и застенчивости». Однако грехопадение произошло из-за низменного стремления самки к половому акту (как в мире животных), но Адам и Ева к тому времени не успели дойти до уровня естественного созревания. Таким образом произошло расщепление начал и внедрение животных атомов в нервную систему человека, следами чего становятся животные инстинкты гибельной страсти или похоти, конфликтующие с истинной, небесной любовью. Однако во власти человека обратить поток любви, исторгающийся из души, вовне, вытеснив животные атомы. Внешний облик человека Олифант называл «телесной корой»: она призвана защищать тонкое душевное ядро от воздействия внешних грубых сил. То есть тело мыслилось Лоренсом как «механическая система», ущербная в своей основе, поэтому душа воспринимает свою оболочку как «тяжёлую».

#### Любовь и пол
Для викторианской эпохи особенно необычным в симпневматическом учении была сосредоточенность на вопросах любви, брака и сексуальности. В симпневматической доктрине женщина — проявление Божественной Женственности, связующее звено между людьми и ангелами. Только через женскую природу осуществляется симпневматическое нисхождение, совершенно необходимое, когда изгнанные из Рая люди утратили изначальную андрогинность. Половой акт — это акт воссоединения, когда двое образуют одно тело, возвращаясь к отношениям Адама и Евы. Мужчина и женщина полностью равны друг другу и взаимно дополняют природу друг друга, ибо «мужчина невозможен без женщины», поэтому религиозные и жизненные роли у них разные. По мысли Олифанта, женщина по природе ближе к Богу, в её духовные глубины не дано проникнуть ни одному мужчине, поэтому и богопознание невозможно без познания женщины. Женщина — духовная привратница для всей мужской половины мира, обладающая силой открывать сокрытое знание и понимающая божественность.
В истинном симпневматическом браке «Он должен стать инструментом в Её руках; под Её руководством вытесняя из своей природы всякий животный страстный инстинкт, обретя новую жизнь». Иными словами, симпневматические ритуалы сопровождались вполне земными сексуальными действиями, однако не приводилось никаких подробностей, ибо «о них нецелесообразно писать в настоящее время» и большинство человечества «не готово к сокрытой тайне». Тайна заключается в следующем: то, что называют любовью, — это не человеческое чувство, а объективно существующее физическое явление, тесно связанное с электричеством, пробуждающее и поддерживающее существование материального мира. Однако в реальном мире любовь испорчена, божественный принцип, на котором она основана, загрязнён. Олифант заявил, что обнаружил средство очищения, названное «симпневматическим нисхождением», позволяющее освободить мир от порока и негативных атомов. «Очистившиеся» пары могут рождать детей, обладающих врождённой моралью, и унаследовавшие от обоих родителей генерацию тонких светлых атомов, а также способность к приношению блага окружающим. Участники дела обновления мира «любить друг друга по-новому, возвышенно». Австралийская исследовательница Джули Чаджес усматривала в этом учении сильное (хотя и опосредованное) воздействие евангелической протестантской доктрины, ставшее ответом на «валоризацию безудержной женской сексуальности» XVIII века. Протестантизм, отождествляемый с процветанием среднего класса, отстаивал чёткую определённость гендерных ролей, в котором женщина ограничена «малым миром» — частной сферой дома, образуя для своего мужа надёжный тыл «врождённой морали», не имевшей сексуальной подоплёки.
Последователь Т. Харриса А. Катберг обвинял Олифанта в практике «познания Бога через сексуальные ощущения». Биограф Олифанта Энн Тейлор, проанализировав все существующие источники, пришла к выводу что симпневматические практики не обязательно предполагали пенетрацию, и теснейшим образом связаны с гетеросексуальными отношениями, неотделимыми от доктрины двойничества. В некоторых публикациях Лоренс Олифант прямо заявлял, что человечество должно отказаться от низменных сношений в пользу высших отношений со своим двойником. Напротив, Томас Хендерсон назвал олифантовские практики «мистической мастурбацией», так как найти истинного двойника и вступить с ним в брак дано далеко не каждому. Биограф Барт Кейси реконструировал ритуал «поиска и единения», принятый в палестинской коммуне, как «возлежание и совместное дыхание», то есть своего рода эротический массаж представителя противоположного пола (практикуемый и Элис, и Лоренсом в отношении новообращённых), но опять-таки не сопровождаемый пенетрацией. Какими бы эти практики ни были в действительности, они в корне противоречили викторианской морали и не только не афишировались, но даже не фиксировались в письменном виде. По мысли Джеффри Лавойе, именно эти умалчиваемые аспекты привлекали к Олифанту неофитов. Викторианскую мораль следует понимать не как ханжество, а как набор практикуемых идеалов, задававшихся иудейской и христианской системой ценностей (скромность и воздержание в широком смысле) и воплощённых в реальной жизни представителей высшего сословия, начиная с королевы Виктории и принца Альберта. Симпневматика, не отказываясь от базовых ценностей, призывала расширять границы дозволенного. Отсюда и происходил олифантовский «Хаузхолд» — своего рода расширенная семья и духовно-художественное сообщество, предназначенное для запуска «высшей эволюции». Симпневматическая группа состояла из индивидуумов, каждый из которых считался участником процесса искупления падшего мира.

## Христианский сионизм

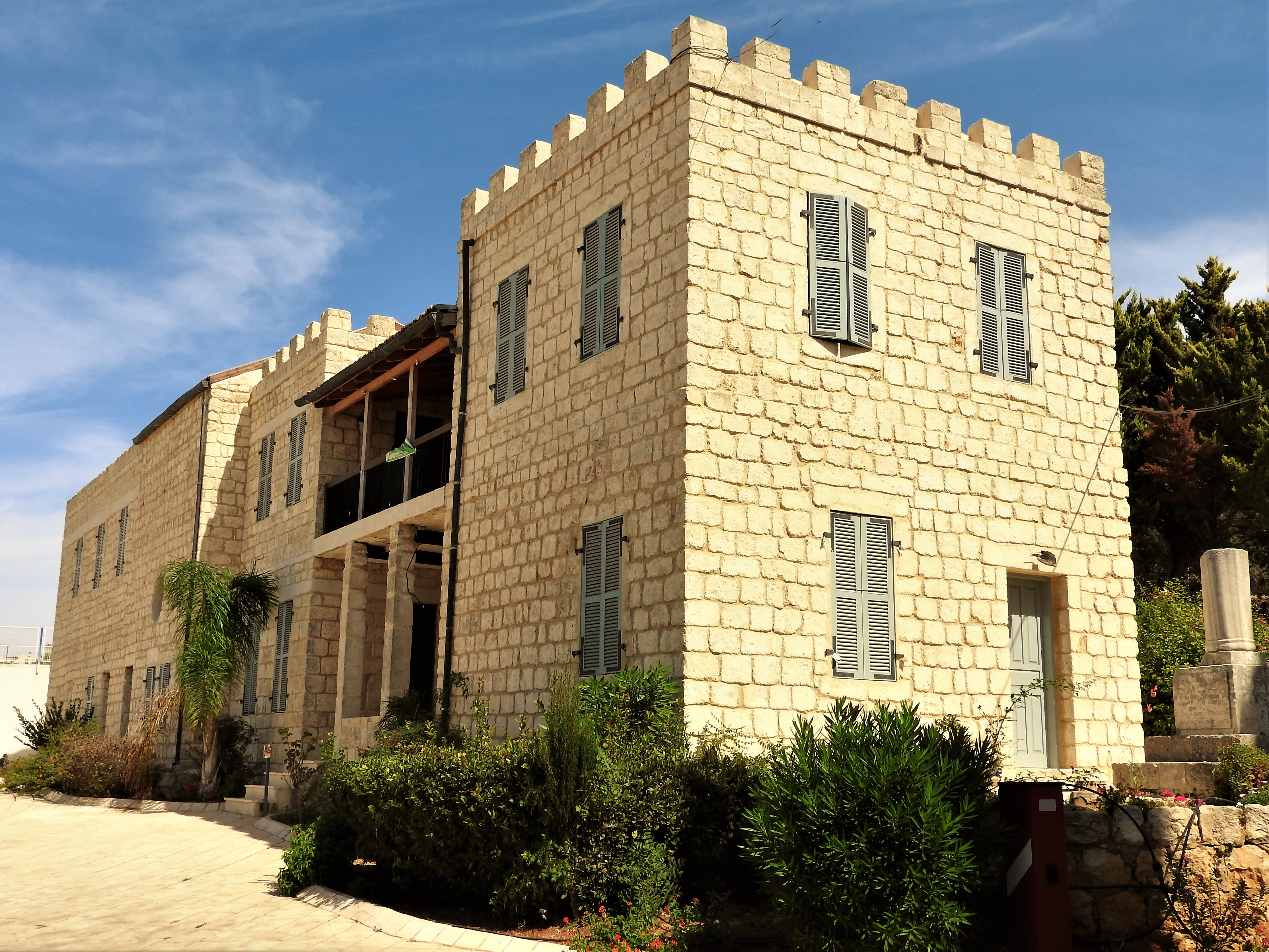
Дом Лоренса Олифанта в Дальят аль-Кармель. Фото 2018 года

Лоренс Олифант не оставил последовательных свидетельств о причинах внимания к Палестине, куда перенёс свою деятельность. Как минимум однажды он объяснял появление «Хаузхолда» и как деловое предприятие, и как попытку борьбы с российским проникновением на Ближний Восток дипломатическими средствами. Исследовательница Норма Клер Моруцци (Университет Джонса Хопкинса) утверждала, что политическую активность Л. Олифанта ни в коем случае нельзя отделять от его религиозности. При этом он в равной степени обосновывал британскую внешнюю политику и в то же время поддерживал еврейскую общину Эрец-Исраэль. Согласно мнению Н. Моруцци, Олифант — это первый христианский сионист в подлинном смысле слова, то есть христианин-евангелист, который предпринимал практические шаги по переселению евреев на историческую территорию Палестины.
Практически все биографы Л. Олифанта подчёркивали внезапность появления палестинских интересов. Важным свидетельством его стало письмо издателю Блэквуду от 10 декабря 1878 года, в котором указано, что недавние работы Фонда исследования Палестины позволяют заключить, что северная часть Палестины плохо заселена и в перспективе очень плодородна, будучи пригодной для колонизации. Эту последнюю следует вести на основе концессионого договора, полученного от турецкого султана в пользу еврейских поселенцев из Европы. Идеологической основой Олифант прямо называл «исполнение обетования и приближение конца света». Использование эсхатологических мотивов названо «облегчающим коммерческие спекуляции» в силу «сочетания финансовых и сентиментальных элементов»; последнее приведёт к поддержке религиозных евреев, «поскольку даже радикалы откажутся от своих политических взглядов в пользу своих религиозных причуд». Палестинская колонизация «станет мощным религиозным щитом против русских, которые через своих паломников пытаются завладеть страной». С финансовой точки зрения наиболее перспективными названы еврейские общины Франции, Италии и в особенности США. Султанское правительство, по мысли Олифанта, должно было поддержать проект, получив серьёзный приток денег и возможность проведения реформ в азиатской части империи. Действительно, видный политик Мидхат-паша в 1879 году выражал одобрение планам англичанина, так как они сулили увеличение налоговой базы.
Это письмо представляло собой сжатое изложение «Плана Галаада», направленного 14 ноября 1878 года на имя министра иностранных дел лорда Солсбери. Более ранних свидетельств замыслов Олифанта в архивных документах нет. Личные переговоры с султаном в Стамбуле оказались безуспешны, и лишь после этого Олифант занялся вызволением своего состояния из-под управления Т. Харриса. Получив капитал, Лоренс собрался вложить его в палестинский проект частным образом, действуя через лорда Шефтсбери и еврейских лидеров Европы и России. Светский план осуществлялся относительно недолго, так как после 1881-го и особенно после публикации «Симневматы» в 1885 году интересы Олифанта стали исключительно сектантско-мистическими. Сочинения Олифанта этих лет Н. Моруцци прямо называла «тошнотворными» и «способными соперничать только с произведениями Харриса». Примером сотрудничества Олифанта с российско-еврейской диаспорой является общество «Билу», основанное после погромов 1881 года. Сведения о его планах проникли в Россию в 1882 году, тем более, что ход переговоров англичанина с султаном освещался в еврейской прессе; сам Лоренс дал интервью венской газете «Рассвет», где заявил, что если богатые евреи не дадут денег, сам Олифант в состоянии привлечь 1 миллион франков инвестиций. Однако надежды «билуйцев» были поставлены под сомнения султанским указом, запрещавшим въезд в Иерусалим и покупку недвижимости евреям — подданным России, Румынии и Болгарии. Общество направило лично к Олифанту группу из четырёх парламентёров, прибывших в Стамбул 12 июня 1882 года. Им удалось перевести на английский язык манифест своей организации и добиться встречи с Лоренсом, состоявшейся 16 июня. Беседа шла около часа на немецком языке, переводчиком, по-видимому, выступал Нафтали Херц Имбер. Олифант убеждал делегатов подождать до британо-турецкого урегулирования, так как запрет на еврейское заселение Палестины иным образом обойти было невозможно. Кроме того, билуйцам было рекомендовано поехать в Сирию, что вызвало в рядах организации раскол. Неудачи переговоров Л. Олифанта с султаном были связаны с негативным отношением османского руководства к Великобритании, осознававшим симпатии британской элиты к возрождению еврейского государства, другие полагали, что это лишь часть национальных планов Англии по колонизации Ближнего Востока.
Книга Олифанта «Земля Галаада» легла в основу трактата Нахума Соколова «Эрец хемда» («Земля желанная», Варшава, 1885), на что указывает и подзаголовок, где Лоренс аттестуется как «английский министр». В предисловии говорилось, что Н. Соколов перевёл книгу на иврит, но Олифант запретил её публиковать из-за боязни чрезмерного энтузиазма евреев, который не удастся осуществить. Соколов последовательно отрицал распространённые в диаспоре слухи о миссионерских намерениях англичанина. Востоковед Дорон Коэн (Университет Досися, Япония) относил сионистские проекты Л. Олифанта к разряду «типично английских чудачеств», а как авантюриста на Ближнем Востоке он сравнивал его с Лоуренсом Аравийским. Не разбираясь в делах диаспоры, Лоренс Олифант впал «в обычную для нееврея» ошибку, считая всех евреев единодушно стремящимися к Сиону. Повторял он и миф о «еврейском богатстве», не имея представления, что очень богатые евреи были интегрированы в европейские дела и не интересовались ни сионизмом, ни Эрец-Исраэль, а подавляющее большинство потенциальных мигрантов не имели ни денег, ни политического влияния, «им в буквальном смысле было нечего терять». Последний фактор и стал главной причиной (относительного) неуспеха сионистского проекта Первой алии.

## Память

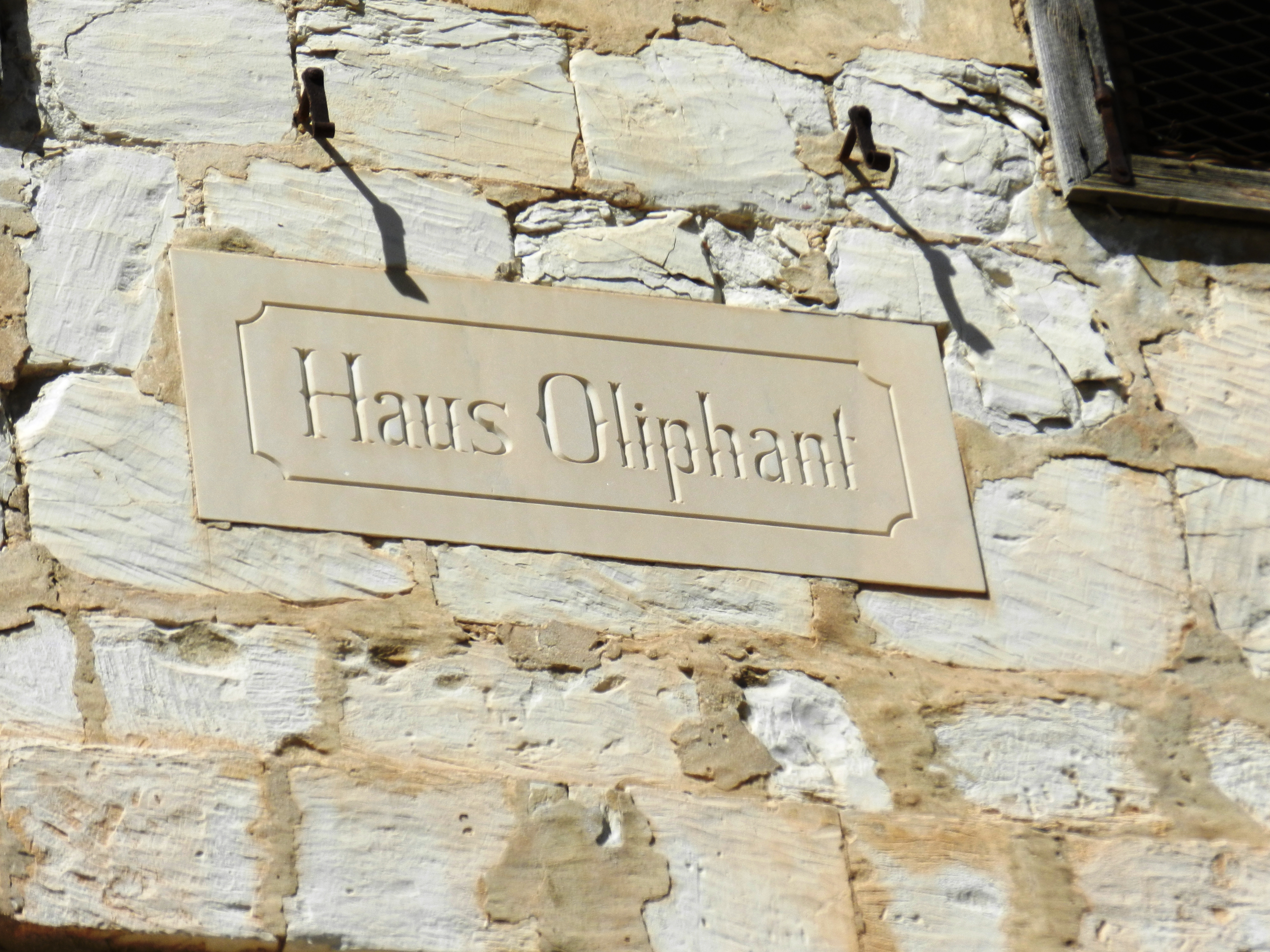
Табличка на доме в Хайфе (проспект Бен-Гуриона, № 16)

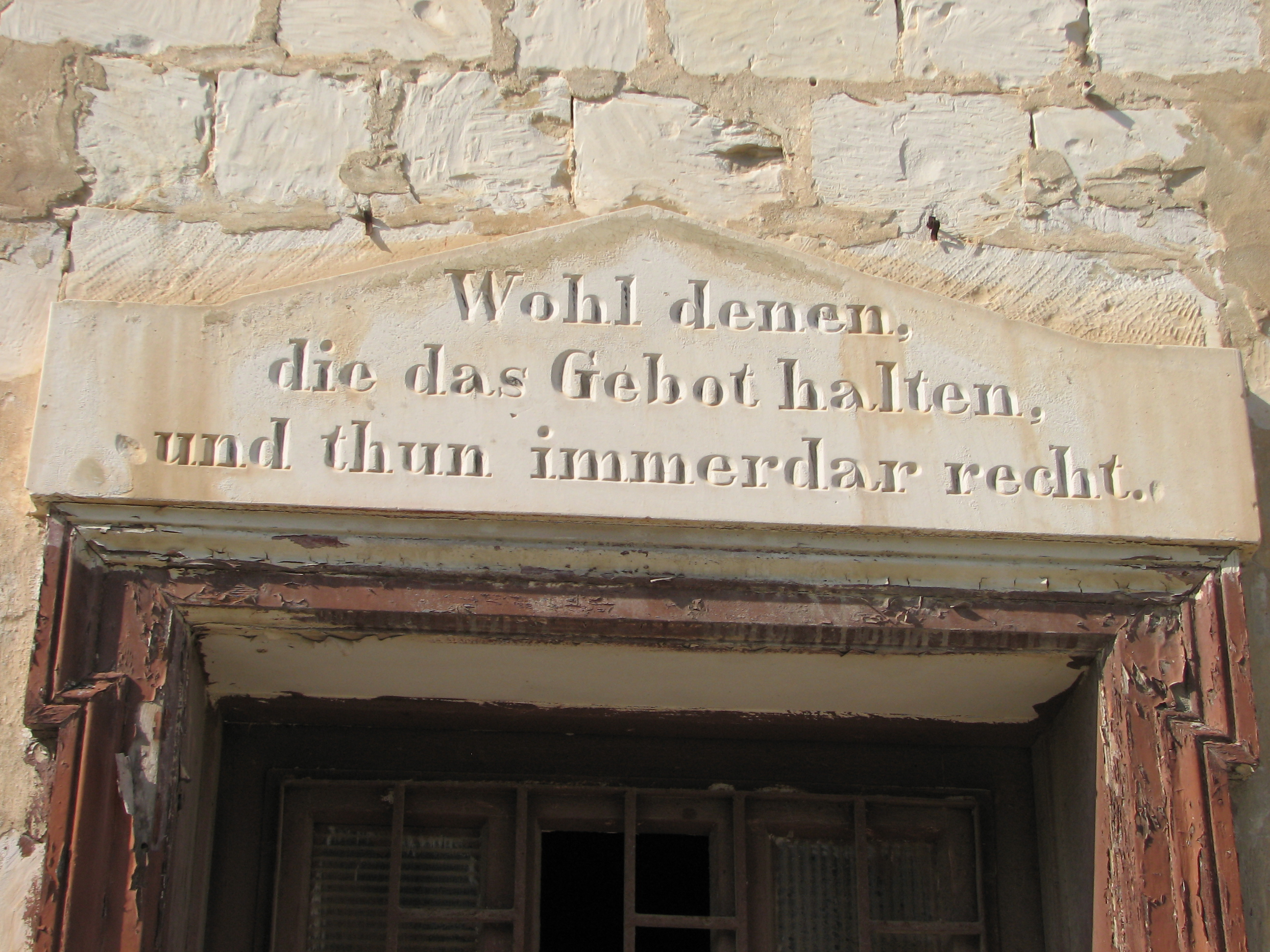
Немецкий текст псалма 105 над входом в дом Олифанта в Хайфе

После кончины Лоренса Олифанта он характеризовался в некрологах как незаурядный писатель, журналист, общественный деятель, и путешественник. Обозреватель «Таймс» характеризовал покойного как «одного из самых необыкновенных литературных персонажей нашей эпохи». Вместе с тем Олифант порицался за то, что «угасил свой гений в трясине безумного фанатизма». В журнале «Атенеум» прямо заявили, что жизнь Лоренса Олифанта намного интереснее, нежели его литературные труды. На похоронах присутствовал и Нафтали Имбер, опубликовавший некролог в газете на иврите «Ха-Хаватцелет», в котором назвал Олифанта «истинным возлюбленным Сиона», «чья приязнь к Земле Израильской не зависела ни от каких внешних факторов», также утверждалась лживость определений Лоренса как миссионера Израиля. Через некоторое время после его кончины, особенно после выхода в свет биографии, написанной Маргарет Олифант (1890), в прессе всего мира, включая США, Францию и Россию, стали появляться объёмные публикации, в которых духовный опыт и кончина Лоренса Олифанта описывались самым нелицеприятным образом.
Интерес к личности и наследию Л. Олифанта не ослабевал на всём протяжении XX — начала XXI веков, этому предмету посвящено несколько монографических биографий. В 1942 году вышла двойная биография «Пророк и пилигрим. Невероятная история Томаса Лэйка Харриса и Лоренса Олифанта: сексуальный мистицизм и утопические общины, с подробной документацией, способной убедить даже скептика», написанная Гербертом Шнейдером и Джорджем Лотоном. В рецензии Дж. Халлета (Университет Иллинойса) подчёркивается, что Харрис, несмотря на свою прижизненную славу, «полузабыт», а самой выдающейся персоной из его паствы как раз и является Олифант, и судьбы их неразрывно связаны. Авторы удостоились похвалы за то, что «счастливо избежали ошибок историков сектантства», кропотливо отбирая и работая с документами, отражающими точки зрения и сторонников, и противников Харриса. Тем не менее, слово «невероятная» по отношению к истории героев признаётся неверным, настраивая потенциального читателя, что «Харрис более колоритный», чем, например Джозеф Смит; ничего невероятного нет и в жизненном пути Олифанта. Гарольд Фолкнер (Колледж Смит), напротив, заявил, что подзаголовок сразу ориентирует исследователей «вопросов религии, фанатизма, общественных экспериментов и иных причудливых аспектов американской жизни». В рецензии на книгу Энн Тейлор (1982) Ли Грагел (Висконсинский университет) подчёркивал удачный выбор предмета исследования — «комплексной фигуры, воплощающей викторианскую эпоху». Тем не менее, по мнению рецензента, Э. Тейлор «не удалось ясно показать, как шло формирование личности Олифанта», равно как не раскрыты причины, по которым Т. Харрису удалось «пленить» шотландского аристократа, более того, не анализируется и мотивация самого Олифанта. Положительных рецензий удостоилась книга Барта Кейси 2015 года, в которой Олифант предстал как человек, всю жизнь стремящийся сплавить воедино внешнюю — политическую и социальную — и духовную, внутреннюю стороны своей жизни. Обозреватель газеты «San Francisco Book Review» С. Бритт подчёркивал, что сама по себе биография Л. Олифанта «намного более странная, чем любой вымысел», автор широко пользовался первоисточниками и построил повествование в хронологическом порядке. В журнале «Kirkus Reviews» отмечали, что под пером Б. Кейси Олифант предстал как «привлекательная личность, отчасти авантюрист, „человек мира“, отчасти идеалистически настроенный искатель». Он в полной мере воплощает время «безграничных горизонтов и захватывающих дух амбиций». Впрочем, Алан Мэсси, подчёркивая, что хотя Б. Кейси «восхитительно беспристрастен», говоря о культе Харриса, он неверно озаглавил свою книгу. «О невероятной жизни не стоило бы читать. На самом деле, жизнь Олифанта была необычной, даже странной, но ни в коем случае не невероятной», равным образом, жизнь его была не «двойной», а «разделённой».

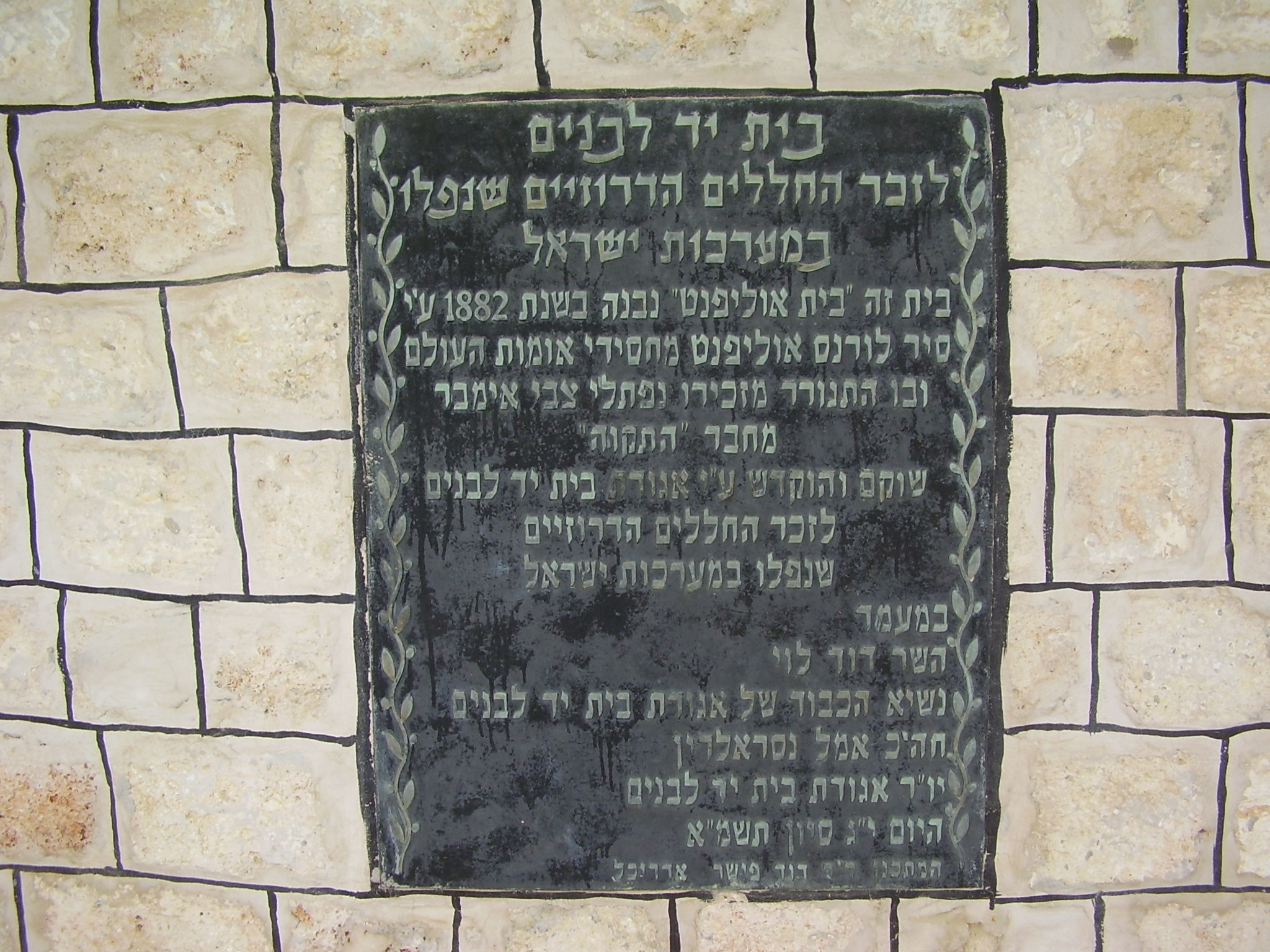
Табличка на стене дома Олифанта в Дальят-аль-Кармель

Л. Олифант под собственным именем выведен в романе Н. П. Задорнова «Гонконг» (1982) и является одним из главных действующих лиц фантастического романа в жанре стимпанка и альтернативной истории Брюса Стерлинга и Уильяма Гибсона «Машина различий» (1990). Романный Олифант подчёркнуто религиозен и покинул Англию ради утопического фаланстера в Америке.
Дом Лоренса и Элис Олифант в друзской деревне Дальят-аль-Кармель сохранился, в 1979 году был выкуплен государством и занят под музей павших друзских воинов и экспозицию памяти владельца, в которой представлена мебель и несколько фотографий. Вилла обозначена табличкой на иврите, где Олифант назван «праведником народов мира» (ивр. חסידי אומות העולם‎), хотя в официальном списке праведников не числится. Вилла по состоянию на 2024 год находилась на ремонте. Дом в Хайфе (современный его адрес: проспект Бен-Гуриона, № 16) также сохранился и обозначен табличкой на немецком языке (Haus Oliphant). Вход в него обозначен библейской цитатой на немецком языке: «Блаженны хранители справедливости, творите правду во всякое время» (Пс. 105:3).

### Комментарии
1. ↑  Олифант впоследствии утверждал, что Британия переоценила возможности России как соперника, несущего угрозу безопасности и процветания. Россия, по мысли путешественника, мало чем отличалась от Китая: «Я не думаю, что нам следует бояться России, её гигантские размеры делают её громоздкой и неуклюжей. Народ тут тёмный и некультурный, мы всегда будем иметь здесь те же самые преимущества, которые наша цивилизованность и просвещённость дают нам в азиатских странах». Разница лишь в том, что обычно «народы варварских стран с уважением относятся к цивилизованным нациям, чего нельзя сказать о русских»[22].
2. ↑  Знакомство с Эмерсоном сильно сказалось на духовном состоянии Олифанта: ко времени возвращения к родителям в 1857 году он полностью отказался от евангелизма. Его явно заинтересовало Второе духовное возрождение и набирающий популярность спиритизм, Освальд Смит вспоминал, что ходил с Лоренсом на проводимые в Лондоне спиритические сеансы, проводимые приехавшей из США женщиной-медиумом. Интерес ко всяким нетрадиционным практикам у Лоренса отмечался и ранее: так, в 1854 году на одном из светских приёмов он успешно загипнотизировал молодую леди, а далее Олифанту стоило довольно большого труда вывести её из транса[29].
3. ↑  Поскольку Л. Олифанта вводили в американскую политику южные демократы-рабовладельцы, он спокойно относился к рабству в США, осознавая, что это один из вопросов, который ставит под сомнение прочность союза штатов. Вместе с лордом Элгином он стал свидетелем разграничения Канзаса и Небраски из-за отношения к рабовладению. Во время путешествия 1856 года Лоренс гостил на плантации семейства Принглс в Джорджии, у которых с рабами сложились вполне патриархальные отношения. Олифант пришёл к выводу, что только чёрные могут работать на земле в климате, из-за которого белые люди вынуждены спасаться от зноя и лихорадки под крышей по полугоду подряд[30].
4. ↑  Воздержание тяжело давалось Олифанту. По воспоминаниям, несмотря на обычный для XIX века расизм, он был готов общаться даже с «китаянкой с забинтованными ногами». По предположению Э. Тейлор, первые идеи относительно синтеза сексуальных практик с религией появились у Лоренса именно в это время[36].
5. ↑  За три дня до прибытия в Аден (19 апреля) экспедиции Элгина, на каботажной шхуне с Занзибара прибыли Ричард Бёртон и Джон Хеннинг Спик, которые потратили два года на поиски истоков Нила. В ответ на приглашение лорда последовать с посольством, Спик согласился, а Бёртон, страдавший лихорадкой, отказался. В их конфликте Олифант встал на сторону Спика, причём Изабель Бёртон утверждала, что Олифант настраивал Спика против её мужа, так как их конфликт тянулся ещё от Крымской войны[44]. Далее Олифант был задействован как внешний эксперт Королевского географического общества при рассмотрении спора о приоритете Бёртона и Спика[45].
6. ↑  В переписке Олифанта с Форин-офисом много места занимают денежные расчёты. Лоренсу положили жалованье 800 фунтов стерлингов в год (порядка 94 000 в ценах 2023 года), из которых приходилось выплачивать жалованье слуге. Кроме того, ему полагалось 300 фунтов стерлингов подъёмных (35 360), а проезд до Японии по самым приблизительным подсчётам обошёлся бы в 200 фунтов (23 570). Олифант потребовал компенсации за проезд, который был ему предоставлен — но только до Шанхая[51].
7. ↑  Оборотной стороной светского успеха Олифанта была его донжуанская активность. Позднейшие критики распространяли слухи, как Лоренс похвалялся, что желает «познать» тысячу женщин, как он соблазнил служанку матери, и т. д. Барт Кейси предполагал, что в последующих переменах в жизни Олифанта первопричину следует искать в противоречии между доступным гедонизмом и «кальвинистским воспитанием». Биограф считал, что подозрения Олифанта, что он заболел сифилисом, вполне могли быть оправданными, на что косвенно указывали приступы головных болей, которыми он периодически страдал[56][57].
8. ↑  В 1863 году А. Уильямсон занимался приёмом в Лондоне «пятёрки из Тёсю», в составе которой был будущий премьер-министр Ито Хиробуми[54].
9. ↑  Не известно, что произошло, когда Элис узнала о попытке мужа увидеться с нею, но Харрис изгнал её из общины, воспретив общаться с роднёй. Она поселилась в Вальехо, где её нашёл давний друг Лоренса Джей Ди Уокер, и приискал ей высокооплачиваемую работу учительницы в частной школе в Бенисии[86].
10. ↑  С принцессой Олифант познакомился в 1859 году в доме графа Эйрли, увлечённого спиритизмом[105].
11. ↑  Королеве был подарен экземпляр «Симпневматы», вызвавший в дневнике заметку, «насколько странными могут быть религиозные представления у столь разумного человека»[107].
12. ↑  Делая Розамонд предложение руки и сердца, Лоренс признался, что за 14 лет жизни с Элис их брак так и не был консумирован, но врачи считают воздержание вредным. На это Розамонд ответила, что «в самоконтроле нет необходимости» и следует вести себя «естественно». В интимной жизни пары, судя по имеющимся свидетельствам, всё обстояло благополучно[113]. Розамонд придерживалась вполне традиционных взглядов на сексуальность в браке; затем она вышла замуж за участника «симпневматической группы» Джеймса Мюррея Темплтона, одного из молодых людей, с которым Олифант экспериментировал в Париже[114].